# 훈족
훈족(-族, Huns)은 서기 4세기부터 6세기까지 중앙아시아, 캅카스, 동유럽에 존재하던 민족으로, 튀르크 계열로 추정되는 유목민족이다. 유럽의 전승에 따르면, 훈족들은 당시에 스키티아라고 알려진 지역의 일부였던 볼가강 동쪽에서 살고 있었던 것으로 처음 기록되었다. 훈족의 정착은 인도이란인 계열 민족인 알라니족들의 서쪽으로 이주에도 관련이 있다. 370년에, 훈족들은 볼가강에 이르렀고, 로마 제국의 국경 밖에 살고 있던 고트족과 다른 게르만족들을 정복하고, 많은 게르만족들을 로마 영토로 도망치게 한, 이들은 430년에 비록 짧은 기간이긴 하지만 유럽에 거대한 영토를 세웠다. 특히나 아틸라 왕의 지도하에서, 훈족들은 동로마 제국에 잦고 파괴적인 약탈을 벌였다. 451년에는 서로마 제국의 갈리아 속주를 침입하여, 카탈라우눔 전투에서 로마와 서고트 연합군과 교전했으며, 452년에는 이탈리아를 침입했다. 453년에 아틸라가 죽은 후로, 훈족들은 로마를 향한 위협을 멈추었고 네다오 전투 패배 후로 영토의 상당량을 상실했다. 훈족의 후예들이나 유사한 명칭을 가진 후계자들은 대략 4-6세기에 동유럽과 중앙 아시아의 일부를 차지하고 있었다고 남쪽과 동쪽, 서쪽의 이웃한 민족들에게 기록되었다. 훈족의 변형적 명칭들은 코카서스에서는 8세기 초까지 기록되었다.
18세기에 프랑스 학자 조제프 드 기네는 훈족 그리고 기원전 3세기 북아시아에 존재했던 흉노족과의 연관성을 주장한 최초의 인물이다. 기네 이후로 훈족은 이란계 유목민족들의 영향을 받은 이란계 훈족 또는 투르크 민족으로 알려져 있다. 이 문제는 여전히 논란의 여지가 있지만 최근의 고고학적 연구에 따르면 흉노는 몽골에서 기원했을 뿐만 아니라 스키타이 및 게르만족과 혼혈된 것으로 밝혀졌다. 이란의 훈족과 남아시아의 후나족과 같은 다른 단체와의 관계에 대해서도 논란이 있다.
훈족의 문화는 거의 알려진 것이 없고 최종적으로 훈족과 관련되었다는 유적지들은 극히 미미하다. 훈족들은 청동으로 된 가마솥을 사용했고 인위적인 두개골 변형을 한 것으로 여겨진다. 아틸라 시대의 훈족의 신앙이나 종교에 대한 비문은 남아있는 것이 없고, 점복이나 샤먼의 존재 같은 풍습들은 존재한다. 훈족들이 튀르크어를 가졌던 것으로 알려졌지만 오직 세 단어이자 인명에 해당하는 것들이다. 인명은 대부분이 튀르크적이지만 동게르만식에 영향을 받았다. 경제적으로 이들은 유목 목축의 형태를 해온 것으로 알려졌다. 로마와의 접촉이 늘어남에 따라, 훈족의 경제는 조공, 약탈, 교역을 통하여 로마와 점차 엮이게 되었다. 훈족들은 유럽으로 진입할 때는 통일된 정치 체제를 가지지 않고, 로마인들과의 전쟁에서 통일된 부족 지도 체제로 발전한 것으로 보인다. 훈족들은 다양한 언어를 가진 여러 민족들을 지배했으며, 피지배 민족들 일부는 자기들만의 지도자를 유지했다. 훈족의 핵심 군사 기술은 궁기병이었다.
훈족들은 서로마 제국의 붕괴에 기여를 한 요소인 게르만족의 대이동을 자극했을 것이다. 훈족에 대한 기억은 여러 기독교 성인들의 삶에도 살아있는데, 거기서 훈족들은 게르만 신화의 인물들에 대한 적이나 동맹 역할로 나오는 게르만족 영웅 전설에서뿐만 아니라 기독교 성인들에게서는 적대 인물 역할을 한다. 헝가리에서는 헝가리인, 특히나 세케이인계가 훈족들의 후손이라는 중세 연대기를 바탕으로 한 전설이 발전했다. 하지만 주요 학계는 헝가리인과 훈족들 사이의 밀접한 관련을 부인한다.

## 기원

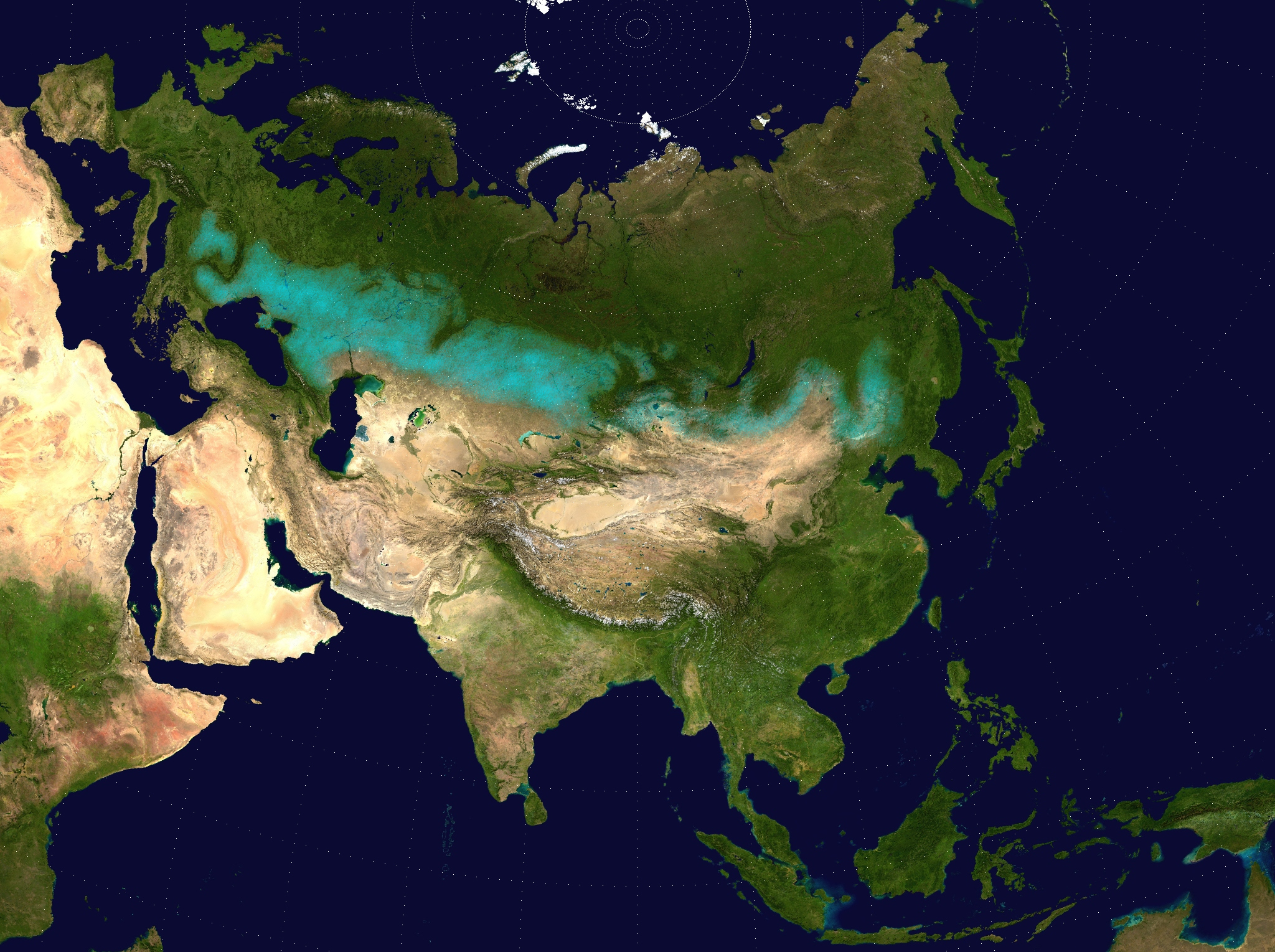
유라시아 스텝 벨트 (지도에서).

훈족의 기원에 대해서는 여러 가지 학설이 존재한다. 대부분의 학자들은 훈족이 중앙 아시아에서 기원했다는 것에 대해 동의하며 이들을 이란계 유목민들의 영향을 받은 투르크족으로 보고 있다.고전 사료들은 훈족들이 370년 무렵에 갑자스럽게 유럽에 나타났다고 주장한다. 가장 일반적으로, 훈족의 기원을 설명하려는 로마 저술가들의 시도들에서는 이들을 단순히 이란계 유목민족들과 동일시 했다. 로마 작가들은 또한 훈족들이 케르치 해협을 건너 크리미아로 들어간, 야생 사슴이나 잃어버린 소들을 찾다가 고트족의 영토로 들어갔다는 이야기를 반복한다. 고트족들의 땅이 좋은 것을 알게 된 훈족들은 고트족을 공격했다. 요르다네스의 《게티카》에서 고트족들은 훈족들을 "사악한 영들"과 고트족 마녀들 사이에 태어난 자식이라 생각한다고 나타난다.

### 흉노족과 훈족이라 불렸던 민족들에 대한 연관성

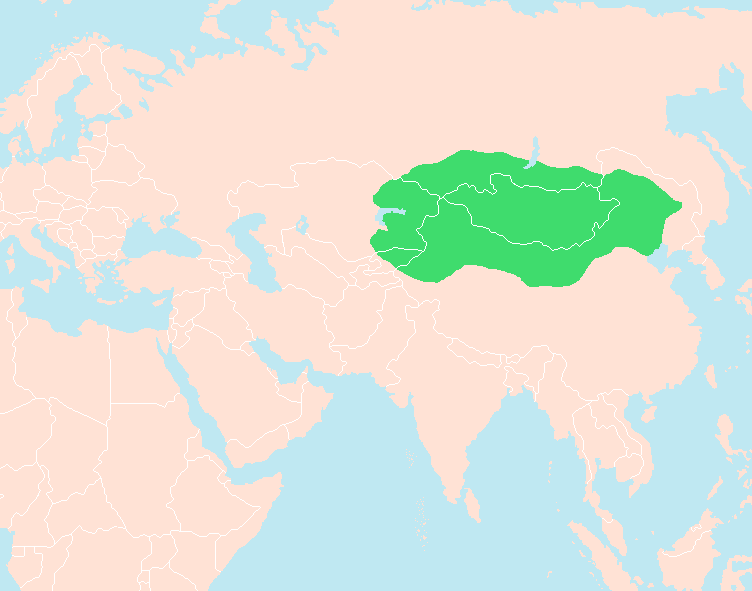
훈족의 발생지라고 믿어졌던, 기원전 205년경 묵돌선우 통치하 흉노족의 영토와 영항

18세기에 조제프 드 기네 이래로, 현대 역사가들은 4세기에 유럽 경계에 나타난 훈족을 기원전 3세기와 서기 2세기 사이 오늘날 북방 스텝 지역에서 중국을 침입했던 흉노족과 관련시켰다. 중앙아시아에 있던 흉노족들은 유라시아를 통해 이주했으며 따라서 이들이 훈족과의 일부 문화적, 유전적 연속성을 가졌을 수도 있다. 학자들은 또한 흉노족, 훈족, 그리고 “훈족”으로 알려지거나 훈족에서 정체성을 가졌다고 여겨진 “이란계 훈족”, “서융”, “키다라족”, 그리고 가장 유명한 “에프탈” (또는 백훈족) 등 수 많은 중앙 아시아 민족들 간의 관계를 분석했다.
오토 J. 멘헨헬펜은 저술 자료 연구를 주요 기반으로 삼는 전통적인 연구법에 도전하고, 고고학적 연구의 중요성을 강조한 최초의 인물이었다. 멘헨헬펜의 연구 이래로, 훈족의 선조라는 흉노족의 정체성은 논란이 되었다. 추가적으로, 일부 학자들은 유럽계 훈족이 있는 “이란계 훈족”의 정체성에 대해 의문을 제기했다. 월터 폴 (Walter Pohl)은 다음과 같이 말했다
거대한 유목민 전사들의 연합은 인종적으로 동일하지 않았고, 명성을 이유로 다른 민족들이나, 생활 방식 또는 지정학적 기원을 외부인들이 묘사하기 위해서 같은 이름이 사용되었다. 우리 모두가 확실히 말하는 훈족이라는 명칭이란, 고대 시대에서는 저명한 튀르크 전사들의 지배 계층으로 묘사한다.
최근 학계에서, 특히 김현진과 에티엔 드 라 배지에르 (Etienne de la Vaissière)는 훈족과 흉노족이 한 민족이고 같다라는 이론을 부활시켰다. 드 라 배지에르는 고대 중국과 인도의 사료들이 흉노와 훈을 서로를 번역하는데 사용했고, 다양한 "이란계 훈족"들은 흉노족과 유사하게 여겨진다고 주장했다. 김현진은 훈족이라는 용어가 "주로 민족 그룹이 아니라, 정치적 범주"라고 여겼고, 흉노족과 "이란계 훈족" 사이뿐만 아니라 흉노족과 유럽계 훈족 사이 간에 근본적인 정치적이고 문화적인 연속성을 주장한다.

### 명칭과 어원
훈족 (Hun)이라는 명칭은 고전 유럽의 사료에서 그리스어로 우노이 (Οὖννοι)와 라틴어로 훈니 (Hunni) 또는 쿠니 (Chuni)로 나타난다. 이오아네스 말랄라스는 훈족의 명칭을 우나 (Οὖννα)라고 기록했다. 훈족과 일치 여부 논란이 있기는 하지만, 또다른 가능한 그리스어 명칭으로는 쿠노이 (Χοὖνοι)일 수도 있다. 고전 사료들은 훈족이라는 명칭 대신에 오래된 유목민들의 이름으로 부르기도 하였고 특히 훈족을 마사게타이족, 스키타이인, 킴메르라 칭했다.
훈족의 어원은 불확실하다. 가장 유력한 설은 현재 남아있는 훈족의 언어가 중앙아시아의 투르크족 언어와 가장 비슷하다는 것이다. 학설로서 다양하게 제시된 훈족의 어원들은 일반적으로 최소한 훈족이라 알려진 다양한 중앙아시아 민족의 명칭과 관련이 있다고 가정한다. 훈족의 명칭이 튀르크어 왼(ön), 외나(öna, 성장이라는 뜻), 쿤(qun, 대식가), 퀸(kün), 귄(gün), "아마 '사람들을 뜻하는'" 복수형 접미사, 퀸(qun, 힘), 휜(hün, 사나운)에서 발생했다고 하는 것처럼 많은 학자들에 의해 수 차례 제시된 튀르크어 유래 가설들이 존재한다. 오토 멘헨헬펜은 많은 학자들이 제시한 튀르크어 유래 가설들을 부정했다. 멘헨헬펜은 hūnarā (기술), hūnaravant- (숙련된) 등 아베스타어에 가까운 단어에서 온, 이란어군 유래를 제시하고, 훈족이라는 명칭이 본래는 민족 보다는 계층을 지칭했을 것이라고 주장했다. 하지만 잼시드 코스키는 기원전 10세기부터 중앙아시아의 투르크어 자체에 이란어의 요소가 포함됐다는 것은 널리 알려진 사실이라고 말했다. 잼시드 코스키는 고대 투르크어와 이란 유목민의 언어는 같은 장소에서 기원했다고 하였다. 로베르트 베르너 (Robert Werner)는 토하라어 ku (개 )에서 유래했다고 주장했고, 중국인들이 흉노족을 훈족의 토템 동물이었던 개라고 부른 사실을 바탕으로 주장했다. 그는 마사게타이족의 명칭에 있는 사카족의 요소가 개를 뜻한다는 점을 주목하며, 마사게타이족의 명칭과도 비교했다. 해럴드 베일리 (Harold Bailey), S. 파를라토 (Parlato), 잼시드 코스키 (Jamsheed Choksy) 같은 다른 이들은 아베스타어에 가까운 이란어군 단어 Ẋyaona에서 유래했고, "적대감, 적"을 뜻하는 단어가 일반화되었다고 주장했다. 크리스토퍼 앳우드 (Christopher Atwood)는 음운과 기록적 근거의 가능성을 모두 부정했다. 언어학으로 접근하지 않은, 앳우드는 흉노족의 명칭과 같거나 유사하게 발음되는, 몽골의 옹기강에서 훈족의 명칭 유래를 가져왔고, 민족적 이름 보다는 가문이나 왕조의 이름에서 기원했다고 주장했다.

### 생김새
훈족들에 대한 고대 기술들은 로마인의 관점에서 이질적인 외모를 강조하는 것이 같았다. 이 기술들은 훈족들을 괴물로서 보통 묘사했다. 요르다네스는 훈족이 작은 키에, 적갈색의 피부를 지녔다고 강조했다. 여러 작가들은 훈족들이 눈이 작고 평평한 코를 지녔다고 언급했다. 로마인 작가 프리스코스는 아틸라의 목격자 기술을 다음과 같이 제시한다 : "넓은 가슴과 큰 머리를 가진, 작은 키에, 그의 눈은 작았고, 그의 턱수염은 얇고 새치가 나있었으며, 그는 자신의 혈통을 나타내는, 납작한 코와 적갈색 피부를 지녔다."
많은 학자들은 이 묘사들을 동아시아인 ("몽골로이드")들의 인종적 특징에 대한 노골적인 묘사로 받아들였다. 멘헨헬펜은 많은 훈족들이 일부 동아시아인적인 인종 특징들을 지녔음에도, 그들이 야쿠트족이나 퉁구스족 같이 아시아인으로서 보이지 않았을 것이라 논했다. 그는 주목했다  당연하게 여기지던 훈족들의 고고학적 발견물들이 훈족 중 일부만이 동아시아적 특징을 지닌, 인종적으로 뒤섞인 민족 단위임을 나타낸다는 것을 주목했다. 김현진은 유사하게 동종의 인종적 그룹으로 훈족을 바라보는 것에 경고하고, 훈족들이 "부분적으로나 대다수가 몽골로이드 (최소한 처음에는)."라고 주장했다 일부 고고학자들은 고고학적 발견물들이 훈족들이 "몽골로이드" 특징을 가졌다는 것을 증명하는데 실패했다고 했고, 일부 학자들은 훈족들의 생김새는 주로 "코카서스 인종"이라 논쟁한다. 다른 고고학자들은 "몽골로이드" 특징들이 훈족 귀족들의 무덤에서 주로 발견되었다고 주장했으나, 그 무덤에는 훈족의 정치 체제에 흡수된 게르만족 지도자들도 포함했다. 김현진은 샬롱 전투 (451년)을 언급하며, 아틸라의 "대다수" 측근들과 군대가 유럽을 기원했던 것으로 나타났고, 반면 아틸라 그 자신은 동아시아인의 특성을 가졌던 것으로 보였다고 하며, 훈족의 구성이 유럽에 있던 시기에 서서히 더욱 코카서스화가 되었다고 주장했다.

### 유전학
Damgaard et al. 2018은 훈족이 동아시아인과 서유라시아인 간의 혼혈에서 기원한 것을 발견했다. 이 연구의 저자들은 훈족들이 서쪽으로 확장하고 사카와 혼혈된 흉노의 후손이라고 주장한다.

## 역사

### 아틸라 이전

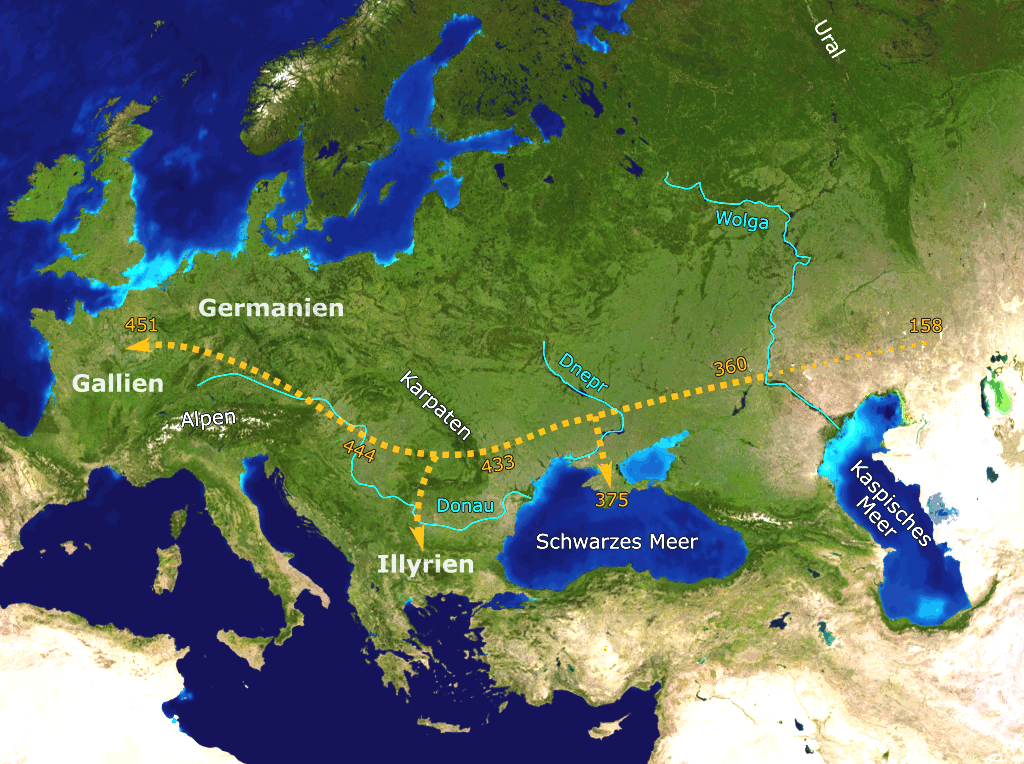
훈족의 서쪽으로 이동을 추정한 경로

로마인들은 훈족의 폰토스 스텝 지역 침략이 수 천명의 고트족들을 로마 제국으로 망명하기 위해 도나우강 하류로 이동한 376년에 훈족에 대해 알게 되었다. 훈족들은 로마 제국으로 도망쳐온 많은 민족들과 함께, 알라니족, 그레우퉁기족 또는 서고트족의 거의 대부분, 거의 대부분의 테르빙기족 또는 동고트족을 정복했다. 395년에 훈족들은 동로마에 최초의 대규모 공격을 가했다. 훈족들은 트라키아를 공격했고, 아르메니아를 휩쓸었고, 카파도키아를 약탈했다. 이들은 시리아 일부 지역에도 진출하여, 안티오키아를 위협했고, 에우프라텐시스 속주를 거쳐갔다. 같은 시기에, 훈족들은 이란도 침공했다. 침공은 수도인 크테시폰 인근까지 접근하며, 초기에는 성공적이었으나, 이란인들의 반격에 극심한 패배를 당했다.
동로마에 대한 공격에서 잠깐 방향을 돌리던 시기에, 훈족들은 서쪽 너머에 있는 부족들을 위협했을 것이다. 동시대 사료들에서 처음으로 이름이 인식된 최초의 훈족인 울딘은 이탈리아를 방어한 라다가이수스에 맞서 훈족과 알라니족을 이끌었다. 울딘은 도나우강 인근에서 로마인들에게 문제를 일으킨 고트족 반군을 진압하고, 400-401년 쯤에 고트족 가이나스를 처형한 것으로 처음으로 알려졌다. 로마인들은 408년에 다시 울딘의 훈족으로부터 압박을 느끼기 시작했다. 울딘은 도나우강을 건너 트라키아를 악탈했다. 로마인들은 울딘을 매수하려 노력했지만, 그의 요구액이 너무 높아서 대신에 그들은 울딘의 부하들을 매수했다. 이는 울딘의 무리에 많은 이탈을 야기했다. 울딘도 도나우강을 다시 넘어 도주했고, 이후로 그는 다시 언급되지 않았다.
훈족 용병들이 4세기와 5세기에 고트족들뿐만 아니라 로마에 몇 차례 고용되었다는 것이 언급되었다. 433년에 판노니아 지역의 일부를 서로마의 마기스테르 밀리툼 플라비우스 아이티우스가 훈족들에게 넘겨주기도 했다.

### 아틸라 통치기

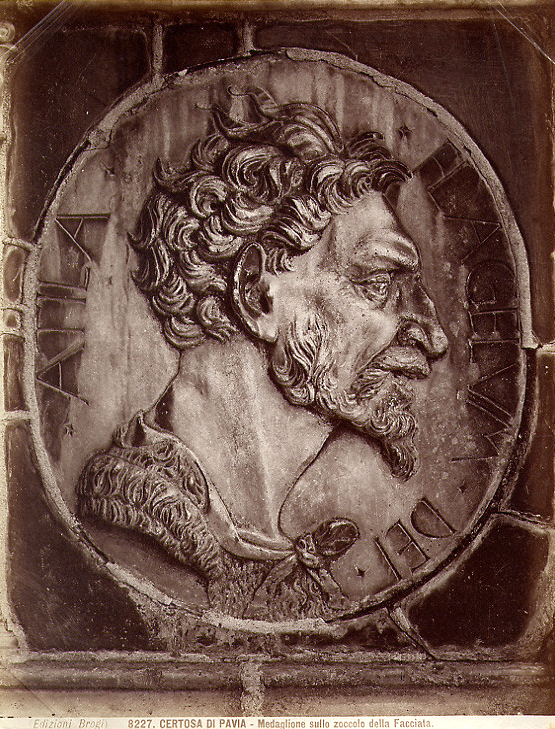
19세기 아틸라의 묘사. 체르토사 디 파비아 건물의 파사드에 있는 메달리온. 라틴어 비문은 이 사람이 바로 신의 채찍, 아틸라라고 적혀있다.

434년부터 아틸라와 블레다 형제가 훈족을 같이 다스렸다. 아틸라와 블레다는 자신들의 숙부 루길라만큼이나 야망찬 이들이었다. 435년에 이들은 동로마에게 훈족들의 무역 권한과 로마로부터 매년 조공을 받기로 한 마르구스 조약을 서명하도록 강요했다. 로마인들이 440년에 조약을 어기자, 아틸라와 블레다는 로마의 요새이자 도나우강의 기슭에 있는 상업지인 카스트라 콘스탄티아스 (Castra Constantias)를 공격했다. 훈족과 로마인 사이의 전쟁이 발발했고, 훈족들은 약한 로마군을 압도하고, 마르구스 (Margus), 싱기두눔, 비미나키움 등의 도시들을 파괴했다. 441년에 강화 조약이 체결되었으나, 2년 뒤에 콘스탄티노폴리스는 조공을 전달하는 데 실패했고 전쟁이 재개됐다. 이후 전쟁에서, 훈족 군대는 콘스탄티노폴리스에 접근했고 케르소네소스 전투에서 로마군에 패배하기 전까지 몇몇 도시들을 약탈했다. 동로마 황제 테오도시우스 2세는 훈족의 요구를 들어주고 443년 가을에 두 훈족 왕들과 아나톨리포스 조약을 맺었다. 블레다는 445년에 죽고, 아틸라는 훈족의 단독 통치자가 되었다.
447년에 아틸라는 발칸반도와 트라키아를 침공했다. 그 전쟁은 로마인들이 아틸라에게 연간 2,100 파운드의 금을 지불하는 데 동의함으로써 449년에 종결되었다. 동로마 제국 곳곳을 약탈한 훈족들은 서로마 제국과 좋은 관계를 유지했었다. 하지만 서로마 제국 황제 발렌티니아누스 3세의 누이, 호노리아가 아틸라에게 약혼 반지를 보내고 원로원 의원에게 약혼하는 자신을 구해달라는 도움을 요청했다. 아틸라는 그녀를 자신의 신부라 주장하고 지참금으로 서로마 제국의 절반을 요구했다. 추가적으로, 그가 잘리어 프랑크인의 왕에 대한 정당한 후계자라는 분쟁이 일어났다. 451년에 아틸라의 군대가 갈리아를 침입했다. 갈리아에 들어오자마자, 훈족들은 맨처음 메츠를 공격했고, 그러고나서 아틸라의 군대는 파리와 트루아를 지나쳐 오를레앙에 포위 공격을 가하면서, 계속 서쪽으로 향했다. 플라비우스 아이티우스는 발렌티니아누스 3세에게 오를레앙을 구원하라는 임무를 받았다. 로마와 서고트족 연합군은 카탈라우눔 전투에서 훈족을 격퇴시켰다.

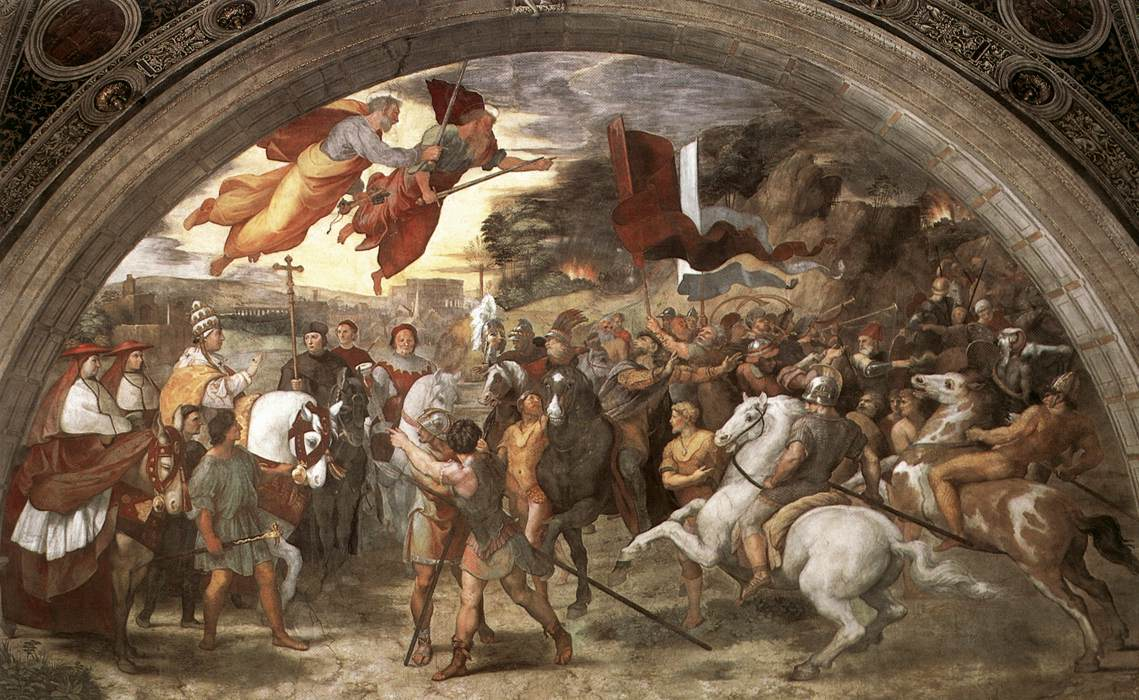
라파엘로의 교황 레오와 아틸라 간의 회담은 성 베드로와 사도 바울의 호위를 받는 교황 레오 1세이 로마 외각에서 훈족의 왕을 만나는 모습을 묘사한다.

다음 해에, 아틸라는 호노리아와 서로마 제국의 영토를 다시 요구했다. 군대를 이끌고 알프스를 넘어 북이탈리아에 들어온 아틸라는 많은 도시들을 약탈하고 파괴했다. 로마가 약탈되는 것을 피하고 싶어하던 발렌티니아누스 3세 황제는 만토바 인근 민치오강에서 아틸라를 만난 교황 레오 1세뿐만 아니라 고위 관리 겐나디우스 아비에누스 (Gennadius Avienus)와 트리게티우스 (Trigetius) 등 세 명의 대사를 파견했고 이탈리아에서 철수하고 황제와 강화 협상을 맺을 것이라는 약속을 얻어냈다. 새로 즉위한 동로마 황제 마르키아누스가 조공 지불을 중단했고, 이는 아틸라의 콘스탄티노폴리스 공격 계획을 이야기했다. 하지만 453년에 아틸라는 자신의 결혼식 중이던 밤에 출혈로 사망한다.

### 아틸라의 사후
453년에 아틸라가 사망하자, 훈 제국은 봉신화된 게르만족과 훈족 지배층 간의 내부 권력 갈등을 마주했다. 아틸라가 총애하던 아들이자 아카치리족의 통치자였던 엘라라크가 이끄는 훈족은 훈 제국을 무너트리려는 게르만족의 연합을 이끈 게피드족의 왕 아르다리크와 네다오 전투에서 교전했다. 같은 해에 발라미르 휘하의 아말리계 고트족들이 반란을 일으켰을 것이고, 전해진 바에 의하면 전투에서 훈족을 물리쳤다고 한다. 하지만, 이것들이 카르파티아 지역에서 훈족 제국의 완전한 붕괴를 일으키지는 못 했으나, 많은 게르만족 봉신들의 상실을 낳았다. 동시에, 훈족들은 오그후르족, 사라구르족, 사비르족을 포함해서, 동쪽으로부터 오그후르계 투르크어인들의 늘어나는 도래를 처리했다. 463년에, 사라구르족은 아카치리 또는 아카티르 훈족을 패배시키고 폰토스 지역의 지배권을 주장했다.
뎅기지크 휘하의 서쪽의 훈족들은 훈족의 동맹인 사다게스족의 전쟁에서 발라미르에게 패하며 어려움을 겪었다. 그의 군사 작전은 또한 이주해오는 오그후르인들에게 집중을 하길 원하던, 아카치리 훈족의 통치자 에르나크에게 반대되기도 했다. 뎅기지크는 에르나크의 도움 없이 467년에 로마를 공격했다. 그는 로마군에게 둘러쌓여 포위됐고, 로마인들이 땅과 자신의 굶주린 군대에 식량을 가져다준다면 항복하겠다는 조약을 맺었다. 협상 기간에, 로마군에서 복무하던 훈족 Chelchel은 고트족들이 훈족 주군들을 공격하게끔 설득했다. 아스파르 장군 휘하의 로마군은 불켈라리이의 도움으로, 서로 싸우던 고트족과 훈족들을 공격해서 물리쳤다. 469년에, 뎅기지크는 트라키아에서 패배하고 전사했다.
뎅기지크가 죽은 후, 훈족들은 불가르족 같은 다른 민족들에게 흡수된 것으로 보인다. 그러나 김현진은 에르나크 휘하의 훈족들은 쿠티구르족, 우티구르계 훈족, 불가르족이 되었다고 주장했다. 이 결론은 여전히 논쟁의 주제 거리이다. 일부 학자들은 고대 사료에서 또다른 민족 그룹을 순수 혈통인 북 코카서스 훈족들인, 훈족으로서 인식했다고 또한 주장했다. 훈족 이후의 스텝 지역 민족들의 지도자들은 자신들의 권력을 정당화하기 위해서 아틸라의 후손이라 주장했던 것으로 알려졌고, 다양한 유목 민족들은 이후에도 비잔틴과 서구의 사료들에서 훈족이라 불렸다.

## 삶의 방식과 경제

### 목축 유목
훈족들은 전통적으로 가축들에 의존하고 자신들의 가축들을 방목하기 위해 목초지에서 목초지로 이동시켰던 목축 유목민으로 묘사되었다. 그러나 김현진은, "유목민"이라는 용어가 오해의 소지가 있다고 주장한다:
유목민이라는 용어가 완전하게 영토의 개념이 없이, 방랑하는 민족 그룹을 뜻한다면 '유목민'이라는 용어는 훈족에게 적용될 수가 없다. 이른바 모든 유라시아 스텝 역사의 '유목민'들은 목초지를 찾아 움직이지만 고정된 영토내에서 움직이는 목축민들로서 확실히 분별된 이들이다.
멘헨헬펜은 목축 유목민 (또는 "준유목민")들은 일반적으로 여름 목초지와 월동지 사이를 교대로 돌아다닌다고 언급했다: 목초지는 각양각색이었을 것이며, 월동 장소는 항상 같았을 것이다. 사실 이런 내용은 요르다네스가 훈족계 부족인 알치아기리족 (Altziagiri)에 대해서 기록한 것이며, 이들은 크림반도의 케르소네소스에서 목축을 했고 멘헨헬펜이 주장한 시바시 같은 장소들이 있는 북쪽으로 더 나아가 월동을 했다. 고대 사료들은 소, 말, 염소, 비록 고대 사료에서는 언급되지는 않지만 "말들 이상으로 훨씬 스텝 유목민에 기초적이고" 가축의 큰 부분을 차지했음이 틀림없는 양을 포함해서 다양한 동물들로 구성했다. 추가적으로, 멘헨헬펜은 훈족이 사마르티아인에서도 입증된, 오늘날 루마니아와 우크라이나인 자신들의 영토의 일부에 소규모 쌍봉낙타 무리를 유지했었을 것이라 주장한다.
아미아누스는 멘헨헬펜이 주장한거와 같이, 훈족 식단의 대부분이 다른 스텝 유목민들을 통해 알려진 양고기의 치즈와 우유와 같이 양고기를 주로 먹었을 가능성에 근거하여, 가축들에서 획득한 고기에서 온다고 기록했다. 다른 스텝 유목민으로 그들은 또한 "틀림없이" 말고기를 먹고, 당나귀의 젖을 마셨으며, 치즈와 쿠미스를 만들었을 것이다. 궁핍한 시기에, 이들은 음식으로써 말의 피를 끓여 먹었을 것이다.
고대 사료들은 훈족들이 어떠한 형태의 농업을 했다는 것을 하나같이 부정한다. 고대 사료들에서 이 기록들에 대하여, 톰슨은 "스텝 지역의 변방에서 정착한 농업 인구의 도움 없이는 그들은 살아남지 못 했을 것이다"라고 주장했다. 그는 훈족들이 어쩔 수 없이 사냥과 채집으로 식단을 보충했다고 했다. 그러나 멘헨헬펜은 고고학적 발견물들에서 다양한 스텝 유목민들이 곡물을 키웠음을 나타낸다고 언급했고, 특히 그는 편두를 한 사람들이 농경을 짓는, 오비강의 화레즘에 있는 Kunya Uaz 지역의 발견을 훈족의 농업 증거라고 확인했다. 김현진은 모든 스텝 제국들은 유목민과 정주민이 있었다며 유사하게 주장했고, 훈족을 "토양-유목민"이라 분류했다.

### 말과 이동 수단
유목민족인, 훈족들은 말을 타는 데 많은 시간을 보냈다. 암미아누스는 훈족들 "대부분이 말에서 떨어질 줄 몰랐다"라고 했고, 조시모스는 훈족들이 "말 위에서 지내고 잔다"라고 했고, 시도니오스는 "말이 자신의 등에 태우러 왔을 때, 어머니의 도움 없이 서는 법을 배운 아이들은 겁이 드물었다"라고 했다. 그들은 다른 유목민들에게서도 관찰되는, 말을 타고 있는 기간이 너무 길어서 걷는 것이 어색하게 보였다. 로마의 사료들은 훈족의 말이 못 생겼다고 묘사했다. 훈족들이 사용한 말의 품종을 정확히 정하는 것은 불가능하지만, 그럼에도 로마의 묘사는 상대적으로 좋았다. 시노르는 몽골 품종이었을 것이라 믿는다. 그러나, 확인된 모든 훈족의 무덤에서 말의 유해는 존재하지 않다. 다른 유목민들의 말들의 인류학적 설명과 고고학적 발견 등을 바탕으로, 멘헨헬펜은 훈족들이 주로 거세마를 탔을 것이라 생각한다.
말 외에도, 고대 사료들은 훈족들이 운송수단으로 마차를 사용했다고 언급했고, 멘헨헬펜은 그 마차들이 훈족들의 천막, 약탈품, 노인, 여자, 어린 아이들을 옮기기 위해 주로 쓰였다고 생각한다.

### 로마인들과 경제 관계
훈족들은 로마인들의 용병으로 일하는 대가나 그들에게서 얻은 공물을 통해, 많은 금을 받았다. 약탈 역시도 훈족들에게 금과 다른 가치 있는 물건들을 제공해주었다. 데니스 시노르 (Denis Sinor)는 아틸라 시기에, 훈족의 경제는 로마의 속주에서 나오는 약탈물과 조공품에 거의 완전히 의존한 상태가 되었다고 주장했다.
훈족에게 사로 잡힌 민간인이나 군인들은 몸값이 치루어져 돌아가거나 노예로서 로마 노예 상인들에게 팔렸을 것이다. 멘헨헬펜이 주장하길, 훈족들 자체는 자신들의 유목 목축을 하는 삶의 방식 때문에 노예들을 많이 사용하지 않았다고 한다. 하지만 최근 학계에서는 유목 목축인들이 실제로는 정주 사회들 보다 노예 노동을 더 사용했을 것이라 입증했다. 노예들은 훈족들의 소, 양, 염소 등의 무리들을 관리하는 데 사용되었을 것이다. 프리스코스는 노예들이 가사를 돕는 하인으로 사용되었다고 언급하나, 교육을 받은 노예들은 훈족들이 행정직이나 심지어는 건축가로 사용했다. 일부 노예들은 전사로 사용되기도 했다.
훈족들은 로마인들과 교역을 하기도 했다. E. A. 톰슨 (Thompson)은 훈족들이 로마제 무기, 리넨, 곡물 및 다른 사치품들을 위하여 말, 가죽, 고기, 노예들을 교역한, 이들의 무역이 아주 큰 규모라고 주장했다. 반면 멘헨헬펜은 그가 생각하기에 “황금을 얻는데 가장 고려할만한 자원”인 말들을 훈족들이 교역했다는 것을 인정했지만, 다른 반면으로 그는 톰슨의 주장에 회의적이다. 그는 로마인들이 야만인과 교역을 하는걸 극도로 제한한 것과 프리스코스에 따르면 무역이 1년에 단 두 번만 열렸다는 점을 지적했다. 반면에 그는 밀수가 이루어지기 쉬웠을 것이라는 점을 주목했음에도, "합법적이고 불법적인 교역들의 규모가 확실히 많지는 않았을 것이다"라고 주장한다. 그럼에도 그는 포도주와 비단이 훈족 제국에 많은 양이 수입이 된 것으로 보인다고 언급했다. 로마제 금화는 훈족 제국 전역에서 화폐로서 유통된 것으로 보인다.

### 실크로드와 연결
크리스토퍼 앳우드는 최초 훈족의 유럽 지역 침략의 이유가 당시에 이들의 지배 하에 있었고, 비단길을 따라 아시아를 향하는 무역에 종사했던 소그드인 대상들을 위하여 흑해 지역에 대한 시장 설치를 위한 것일 수도 있다고 주장했다. 앳우드는 요르다네스가 6세기에 훈족계 아카치리족의 지배하에 있었던 크림반도의 도시 케르소네소스를 ”탐욕스러운 무역업자들이 아시아의 물건들을 가져오는 곳”이라 묘사한 점을 주목했다.

## 정부
훈족의 정부 체계는 오랜 기간 논쟁이 되어왔다. 피터 헤더 (Peter Heather)는 훈족들의 체계가 지도자들이 완전하게 독립적으로 활동하는 무질서적인 연합이었고 게르만족 사회처럼 서열 계급사회를 이뤘다고 주장했다. 데니스 시노르도 역사적으로 불명확한 발람베르를 제외하고, 어떠한 훈족 지도자도 울딘 때까지 사료에서 언급된적이 없으며, 이것이 훈족 지도자의 상대적으로 중요하지 않다는 것을 나타낸다고 유사하게 언급했다. 톰슨은 영구적 왕권이 훈족의 유럽 침입과 인근의 계속된 전쟁이 잇따르면서 겨우 발전했다고 주장했다. 아틸라 시기의 훈족 지배 체제에 대하여, 피터 골든 (Peter Golden)은 "나라라고 부르기 어렵고, 제국이라 부르기에는 더더욱 그렇다”라고 평가했다. 골든은 대신에 "훈족 부족 연합"이라고 했다. 그러나 김현진은 흉노족 국가 체계를 일부 기반으로 삼은 훈족들이 꽤나 조직적이고 중앙집권적이었다고 주장한다. 월터 폴 (Walter Pohl)은 다른 유목 제국들의 정부 체계와 훈족의 정부 체계가 유사성에 주목했지만, 그럼에도 훈족들이 유럽에 도착하던 때에 이들이 통일된 조직으로서 보인적이 없다라고 주장했다.
암미아누스는 그가 살던 시기의 훈족들이 왕이 없었지만, 대신에 훈족의 각 조직들은 전쟁 시기에는 조직의 지도자 (“primates”)가 있었다고 언급했다. E.A. 톰슨은 전쟁 시기조차도 지도자들이 실제 권력은 적었다고 추측했다. 그는 더욱이 훈족들이 순전하게 세습적인 지위를 획득하지 않았을 것이라 주장했다. 그러너 헤더는 암미아누스가 단순히 훈족들이 하나의 지도자를 갖지 않았음을 의미하는 것이라고 주장했고, 그는 올림피오도로스 (Ὀλυμπιόδωρος)가 훈족들이 “왕 중의 일인자”라고 하는 왕과 함께, 여러 왕들을 두었다고 언급한 점을 주목했다. 암미아누스는 또한 훈족들이 말의 등에 탄 채로, 총 회의 (omnes in commune)에서 결정을 내렸다고 언급했다. 그는 훈족들이 부족들로 구성되었는지는 언급하지 않았지만, 프리스코스나 다른 작가들은 훈족들의 일부에 이름을 붙이며, 부족들로 이뤄졌다고 언급했다.
이름이 알려진 최초의 훈족 지도자는 울딘이다. 톰슨은 울딘이 전쟁에서 실패하고 갑작스럽게 사라진 것을 훈족의 왕위가 영구적인 체계라기 보다는 당시에는 “민주적”이었다는 것으로서 신호로 받아들였다. 하지만 김현진은 울딘이 사실상의 칭호이고 그는 단지 낮은 왕(subking)이었다고 주장했다. 프리스코스는 아틸라를 "왕" 또는 "황제" (βασιλέυς)라 불렀지만, 그가 번역한 토착 칭호는 알려져 있지 않다. 아틸라의 단독 통치를 제외하면, 훈족들은 자주 두 명의 지배자를 두었는데, 아틸라조차도 자신의 아들 엘라크 (Ellac)를 공동왕으로 임명했다. 훈족의 피지배 민족들은 같은 민족의 왕이 이끌었다.
프리스코스는 또한 아틸라 정부를 구성한 "선택된 자" 또는 로가데스 (λογάδες)들에 대해 언급했고, 그들 중 다섯 명의 이름을 댔다. "선택된 자"들의 일부는 출신과 가치 있는 다른 이유들로 뽑힌 것으로 보인다. 톰슨은 이 "선택된 자"들에 대해서 "훈족 제국 전체의 행정가 이들에게 달려 있었다”라고 언급했다: 그는 울딘 정권에서 이들의 존재와 선택된 자 각각들이 훈족 군대의 원정대 지휘권이 있었고 조공을 수집해야하는 의무가 있었던, 훈족 제국의 특정 지역을 다스렸다는데 동의했다. 하지만 멘헨헬펜은 로이데스라는 단어는 단지 중요한 인물들일 뿐이고 고정된 임무를 지닌 고정된 계급은 아니라 주장했다. 김현진은 훈족 제국의 행정에 대한 “로이데스”의 중요성을 찬성하지만, 이들 사이에 계급 차이는 없었다는 데에 주목했고, 주로 세금과 조공을 징수하고 다니는 하급 계급일 것이라고 주장한다. 그는 훈족으로 향한 여러 로마인들 망명자들이 훈족 제국의 행정에서 일했을 것이라 주장한다.

## 사회와 문화

### 물질 문화와 예술

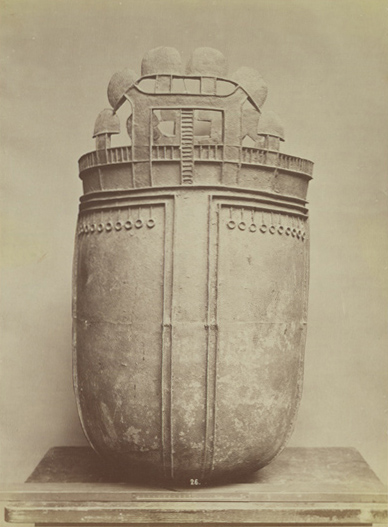
훈족의 솥

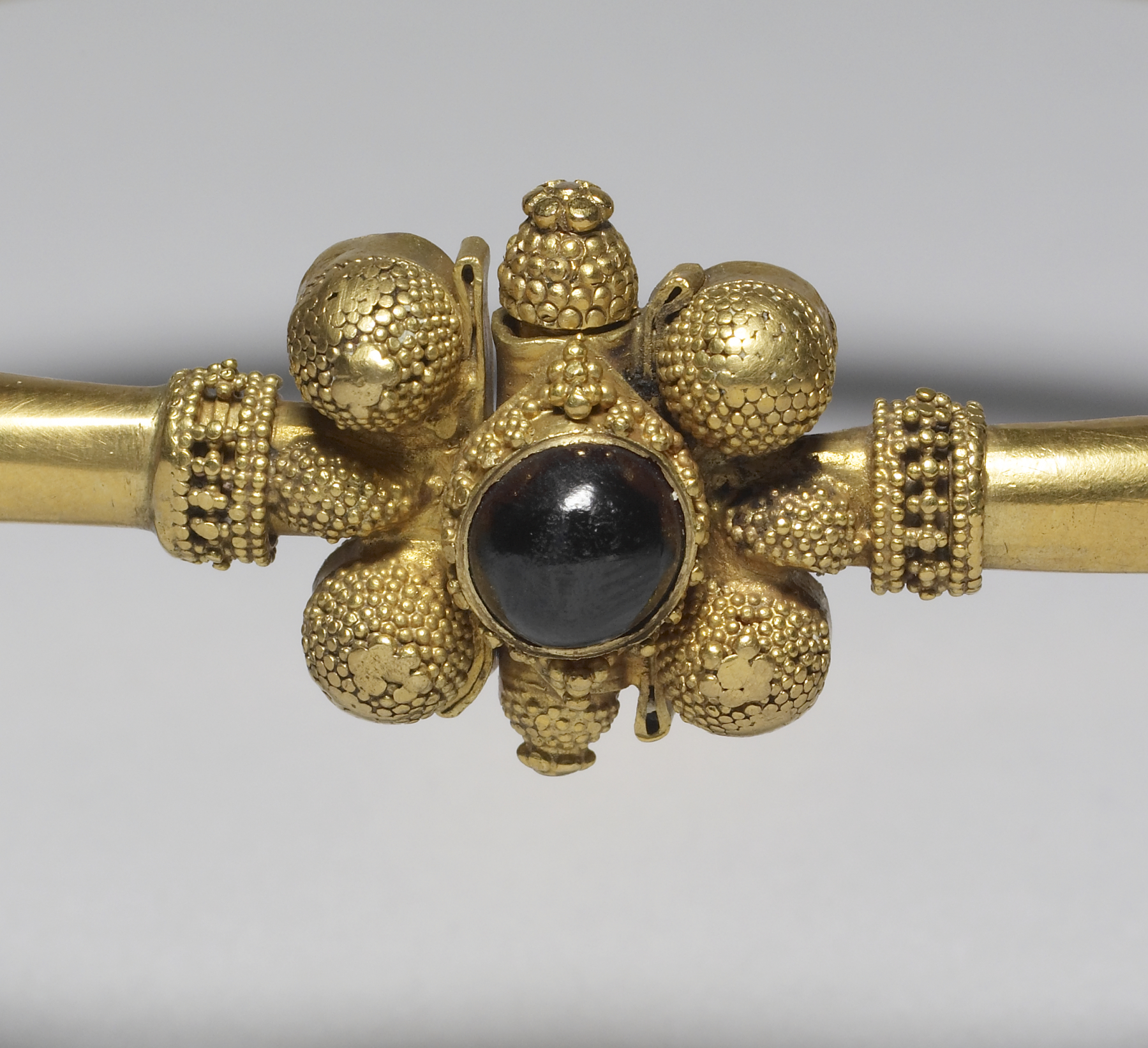
5세기 때 훈족의 금제 석류석 팔찌, 월터스 미술관 소장

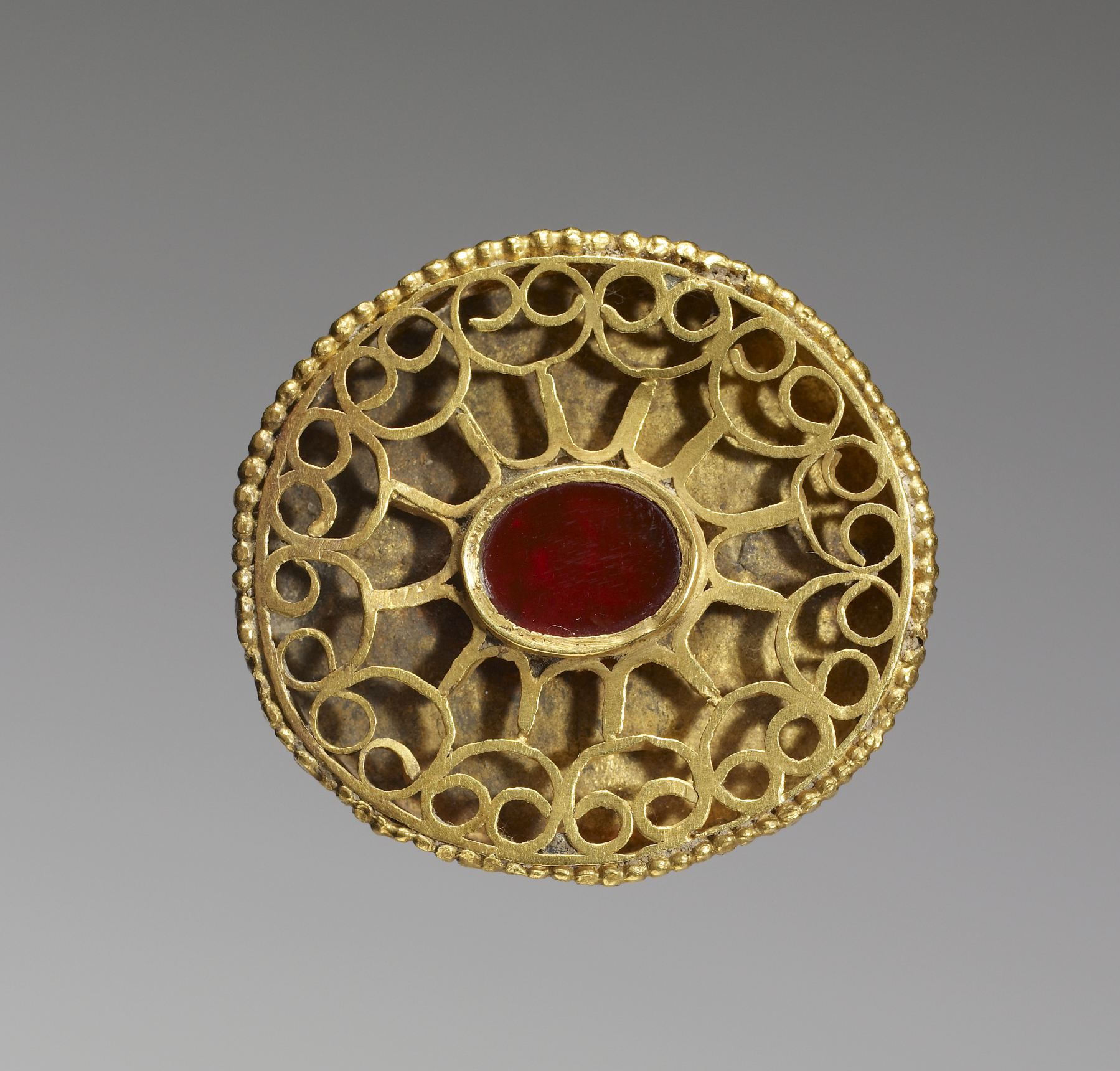
4세기 때 홍옥수와 기하학적인 무늬 금실로 장식된, 훈족의 오발 세공 핀 세트, 월터스 미술관 소장

훈족의 예술과 물질 문화에 대한 두 가지 단서가 있는데, 고대의 저작물과 고고학이다. 불행히도, 훈족 사회의 유목민의 천성은 이들이 고고학적인 기록을 조금도 남기지 않게 했다. 사실 1945년 이래로 많은 양의 고고학 유물들이 발굴되었음에도, 2006년을 기준으로 단 200개만이 훈족의 물질 문화를 만들어낸, 훈족의 매장소일 가능성으로 확인되었다. 훈족과 사르마티아인들, 이 둘은 가까이에 살았고 아주 유사한 물질 문화를 가진 것처럼 보여서, 훈족의 고고학적 발견물들을 사르마티아의 것과 구분하는 것이 어려울 수 있다. 그러므로 김현진은 어떤 유물을 민속학적으로 훈족에 대입하는 것이 어려움을 알렸다. 유럽 내 훈족들이 게르만족의 물질 문화를 받아들였을 수도 있다. 한편 훈족에 대한 로마의 기록들은 흔하게 편향되었고, 그들이 훈족에 대해 상상한 원시적인 점을 강조했다.
고고학 발견물들은 1896년에 파울 라인케 (Paul Reinke)의 연구에서 솥들이 훈족이 제작한 것으로 확인된 이래로, 수 많은 솥들을 발견했다. "청동 솥"이 전형적인 것으로 묘사되지만, 훈족의 솥들은 자주 구리로 만들어졌으며, 일반적으로 질이 나빴다. 멘헨헬펜은 19개로 알려진 중부 유럽과 동유럽 그리고 서부 시베리아에서 나온 훈족의 솥들을 기록했다. 그는 청동 주조물들의 상태로 보아, 훈족들이 매우 뛰어난 대장장이들은 아니었으며, 가마솥이 발견된 동일한 장소에서 솥들이 주조됐을 수 있다고 주장했다. 솥들은 모양이 다양하며, 때로는 다른 곳에서 기원을 한, 다양한 그릇들과 같이 발견됐다. 멘헨헬펜은 훈족의 솥들은 고기를 삶는 영도의 요리를 위한 것들이라 주장했으며, 많은 솔들이 물가 근처에서 파묻혀 있다가 발견된 것들이며, 보통은 성례 사용되는 것과 같이 매장되지 않았다. 솥들은 흉노족이 사용한 솥들에서 전래된 것으로 보인다. 또한 암미아누스는 훈족들이 강철검을 가졌다고 기록했다. 톰슨은 훈족들이 강철검을 주조할 수 있는 지에 대해 회의적이지만. 멘헨헬펜은 "훈족 기병들이 콘스탄티노폴리스의 성벽과 마른의 성벽을 물물교환 하거나 빼앗은 검을 가지고 싸웠다라는 생각은 어리석다."라고 주장했다.
고대 사료들과 무덤에서 나온 고고학 발견물들은 훈족들이 정밀하게 장식된 금제 또는 금박으로 된 디아뎀을 착용했다라는 것을 입증한다. 멘헨헬펜은 훈족의 디아뎀이라고 알려진 총 6개를 기록했다. 훈족 여성들은 네크리스와 다양한 재료로 이뤄진 거의 수입산 구슬로 된 팔찌를 착용했던 것으로 보인다. 이후에 보석으로 장신구와 무기를 장식하는 초기 중세의 대중적인 관습은 훈족에서 기원한 것으로 보인다. 훈족들은 또한 본래 중국에서 기원한 방식의 작은 거울을 만들었던 것으로 알려졌으며, 그 거울들은 무덤에 넣을 때 의도적으로 부순 것으로 보인다.
고고학적 발견물들은 훈족들이 자신들의 의상에 장식품으로, 수입산 유리 구술뿐만 아니라 황금 브로치를 착용했음을 나타난다. 암미아누스는 훈족들이 리넨이나 마멋의 가죽으로 된 의류와 염소 가죽으로 만든 각반을 착용했다고 기록했다.
암미아누스는 훈족들이 건물이 없었다고 기록했지만, 지나가는 말로 훈족들이 텐트와 마차를 보유했다고 언급한다. 멘헨헬펜은 프리스코스가 아틸라의 텐트를 언급하고, 요르다네스가 비단으로 된 텐트에서 아틸라가 당당히 있었다는 것으로 보아, 훈족들이 "펠트와 양피로 된 텐트"를 가졌을 것이라 생각한다. 하지만, 5세기 중반에, 훈족들은 영구적인 문제 건물을 소유한 것으로 알려지는데, 그 건물을 맨헨헬펠은 훈족에게 종속된 고트족들이 지은 것이라 생각한다.

### 편두

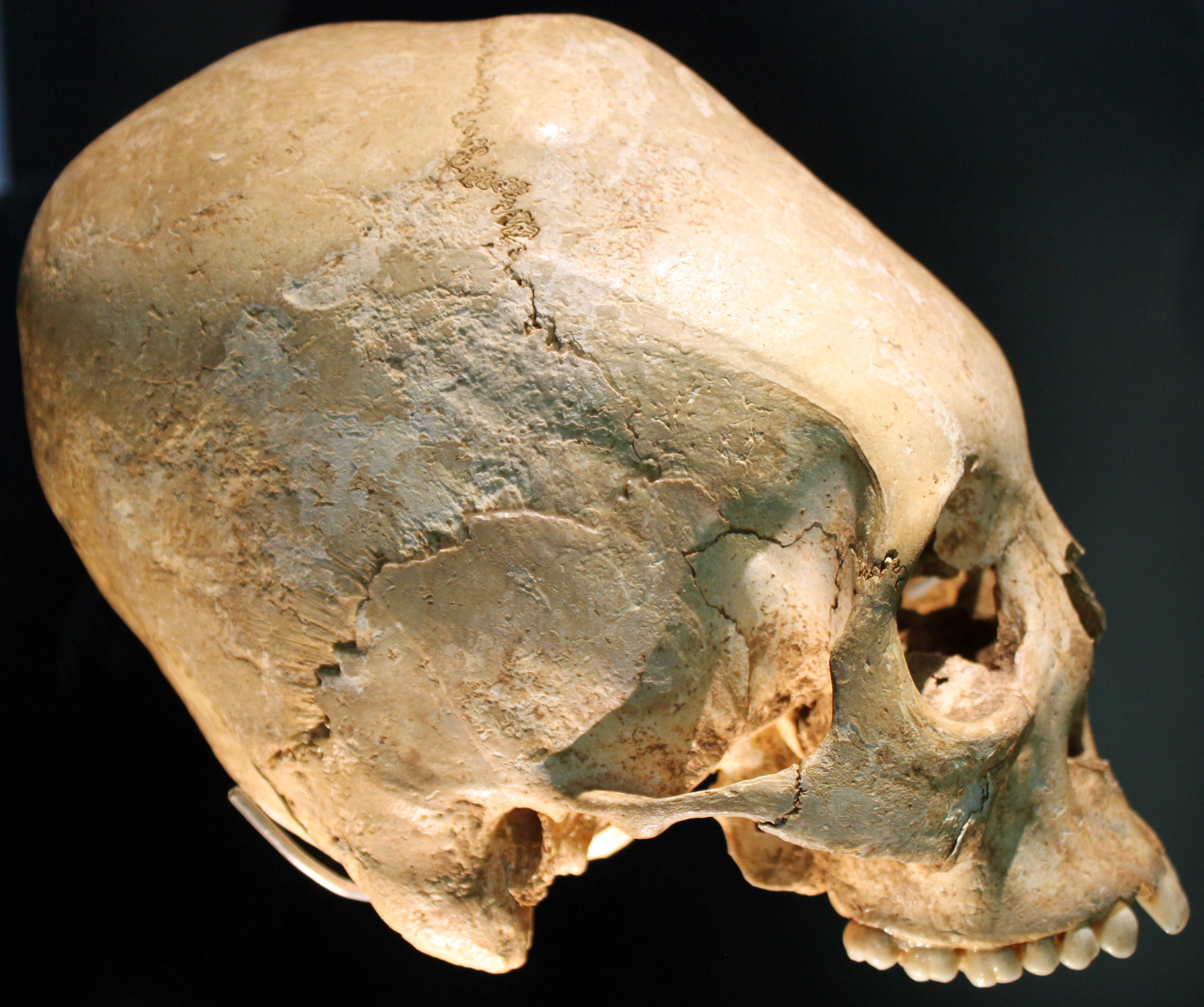
뷔템베르크 주립 박물관에서 소장중인 6세기 알레만니 문화권의 변형된 두개골.

여러 고고학자들은 훈족이나, 훈족의 귀족 계층, 이들에게서 영향을 받은 게르만족들도 어린 아이의 두개골을 묶어서 인위적으로 힘을 가하는 과정인 편두(褊頭)를 행했다고 주장한다. 이 과정의 목표는 "귀족과 평민들 간에 육체적 차이를 확실히 하게 하는 것"이었다. 에리크 크뤼베지 (Eric Crubézy)는 이 풍습의 전파가 훈족에서 기원했다는 것에 반대한 반면에, 대다수의 학자들은 유럽에서 이 풍습의 전파가 훈족이 기여한 것이라고 본다. 그러나 처음 편두 풍습을 유럽에 도입한 것은 훈족이 아니라, 훈족과 밀접하게 관련 있는 알라니족과 사르마티아인이었다. 아시아에서 훈족이라 불리던 다른 민족들에서도 역시 행해졌다.

### 언어
다양한 언어들이 훈족 제국 내에서 사용됐다. 프리스코스는 훈족어가 아틸라의 궁전에서 사용된 다른 언어들과 다르다고 언급했다. 그는 아틸라의 광대 제르코가 "훈족어와 고트어가 섞인 뒤죽박죽의 라틴어"로 어떻게 아틸라의 귀인들을 웃기게 했는지 언급했다. 프리스코스는 아틸라의 "스키타이인” 종속들이 "훈족어나 고트어 등 그들의 야만한 언어외에도, 서로마 제국인들이 많이 사용하는 라틴어를 구사했지만; 트라키아와 일리리아 국경 지역 출신을 제외하고는 그들 누구도 그리스어를 능숙히 하지 못 했다"라고 했다. 몇몇 학자들은 고트어가 훈족 제국의 링구아 프랑카로 사용되었다고 주장한다. 김현진은 훈족들이 어떤 주된 언어를 가지지 않고, 다양한 정부 계층에서 고트어, 라틴어, 훈족어(튀르크어), 스키타이어, 사르마티아어 등 많은 다섯 가지 언어를 사용했을 것이라 주장한다.
훈족어 그 자체에 대해선, 단 세 단어만이 고대 사료에서 “훈족의 언어”라고 기록되었으며, 세 단어 모두 인도유럽어에서 나온 것으로 보인다. 훈족어에 대한 모든 다른 정보로는 인명과 부족명이 있다. 이 명칭들을 근거로, 학자들은 훈족어가 튀르크어, 몽골어족과 핀어 간에 한 언어나 예니세이어족였다고 주장한다. 하지만 아직 많은 학자들은 훈족의 언어를 분류하지 않도록 하고 있다.

### 혼인과 여성의 역할
훈족의 엘리트 계층들은 복혼을 행한 반면에, 훈족의 평민들은 단혼이었을 것이다. 암미아누스 마르켈리누스는 훈족 여성들이 격리되어 산다고 주장했지만, 프리스코스가 직접 보고 남긴 문서에서는 훈족 여성들이 자유롭게 돌아다니고 남자들과 어울렸다는 것을 보여준다. 프리스코스는 훈족 여성들은 아틸라가 마을에 들어갔을 때, 그의 가신 오네게시우스의 아내가 하인들과 함께 음식과 음료를 건내줬을 뿐만 아니라, 그의 주변을 때지어 다녔다고 묘사했다. 프리스코스는 어려움 없이 아틸라의 서열 1위 아내인 헤레카의 천막에 들어갈 수 있었다.
프리스코스는 또한 아틸라의 형제 블레다의 미망인이 로마의 대사들이 지나갔던 마을을 다스렸고, 그녀의 영토가 넓은 영역을 차지했을 것이라 증언했다. 톰슨은 우티구르족과 사비르족 같은 유목 민족들이 여성 부족장을 가졌던 것으로 알려진 것을 언급하고, 훈족들이 미망인에게 높은 존경심을 지녔다고 주장한다. 훈족의 방목적인 경제 특성으로 인해서, 훈족의 여성들은 가정에서 많은 권위를 가졌을 것이다.

### 종교
훈족의 종교에 대해서는 거의 알려진 것이 없다. 로마인 작가 암미아누스 마르켈리누스는 훈족들이 종교가 없다고 주장했다, 반면에 5세기의 기독교 작가 살비아누스는 훈족들을 이교도라고 분류했다. 요르다네스의 게티카는 또한 훈족들이 자신들의 세계를 지배하는 아틸라의 권한을 나타내는 고대의 검인, "마르스의 검"을 숭배한다고 쓰여있다. 멘헨헬펜은 흉노족을 포함한 유목 민족들에게서 검 모양의 전쟁의 신 숭배가 널리 퍼져있음을 주목했다. 반면에 데니스 시노르는 훈족들에서의 검 숭배가 불확실하다고 주장한다. 멘헨헬펜은 또한 훈족들은 아틸라를 신성한 존재로서 여기지 않은 반면에, 아틸라가 다스린 일부 민족들에서는 그를 신성시했다고 주장했다. 예언과 점괘에 대한 믿음이 훈족들에게서 증명되었다. 멘헨헬펜은 예언과 점괘를 행하는 자들이 샤먼일 것이라 주장한다. 시노르는 또한 훈족들에게 샤먼의 존재가 완전하게 입증된 것은 아니지만, 샤먼이 있었을 것이라고 본다. 멘헨헬펜은 또한 암미아누스가 언급한 관습에서 물정령에 관한 믿음이 있다고 추정한다. 그는 훈족들이 작은 금속, 목제 또는 돌로 우상을 만들었다고 주장하며, 이것은 다른 유목 민족들에게서도 증명된 것이고, 비잔티움의 사료에서도 6세기 크림반도에 있는 훈족들로 증명된 것이다. 그는 또한 봄에 훈족들이 행한 의식들을 할 수 있는 흐르는 물이나 그 근처에서 묻혀있다가 발견된 훈족의 청동 솥들과 연결 지었다.
존 맨(John Man)은 아틸라 시기의 훈족들이 흉노족에서도 숭배되었던, 하늘과 스텝의 신 텡그리를 숭배했을 것이라 주장한다. 멘헨헬펜 역시도 이 시기의 훈족들이 텡그리를 숭배했을 가능성을 주장하지만, 9세기까지 유럽 기록에서 텡그리에 대해서 입증되지 않았음을 주목한다. "탕그리 칸"(T'angri Khan)이라는 이름의 텡그리 숭배는 7세기 말 기간에 몹세스 카간카트바트시(Movses Kaghankatvatsi)가 쓴 아르메니아 연대기에서 코카서스계 훈족에게서 증명되었다. 몹세스는 또한 코카서스계 훈족들이 나무를 숭배했고 텡그리를 위한 재물로 말들을 불태웠고, "불과 물 그리고 특정한 도로의 신들, 달 및 훈족들의 눈에서 놀랍다고 여겨지는 모든 생물들에게 제물을 바쳤다."라고 기록했다. 유럽계 훈족들에게 인신 공양에 관한 일부 증거도 존재한다. 멘헨헬펜은 스트라바(strava)라는 이름으로 요르다네스가 기록한, 아틸라의 장례 의식에서 사람이 제물로 바쳐졌다고 주장한다. 프리스코스는 훈족들이 스키티아 지역에 들어온 후에, "승리를 위해서" 포로들을 제물로 바쳤다고 주장하지만, 이 내용은 훈족의 관습으로 증명되지 않았고 허구일 것이다.
전통 신앙뿐만 아니라, 훈족들이 기독교로 개종했다는 것과 기독교 선교사들을 받아들였다라는 많은 증거들이 존재한다. 코카서스 훈족들에서 행해진 기독교 선교 활동은 고위 지배자 알프 일테베르의 개종이라는 결과를 내며, 부분적으로 성공한 것으로 보인다. 아틸라는 자신의 피지배층 사이에 니케아와 아리우스파 기독교를 허용한 것으로 보인다. 그러나, 교황 레오 1세가 아퀼레이아 교회에 보낸 주교 교서에서는 452년에 아퀼레이아에서 훈족들에게 끌려간 기독교도 노예들이 훈족의 종교 활동에 강제로 참여됐다고 나타낸다.

## 군사

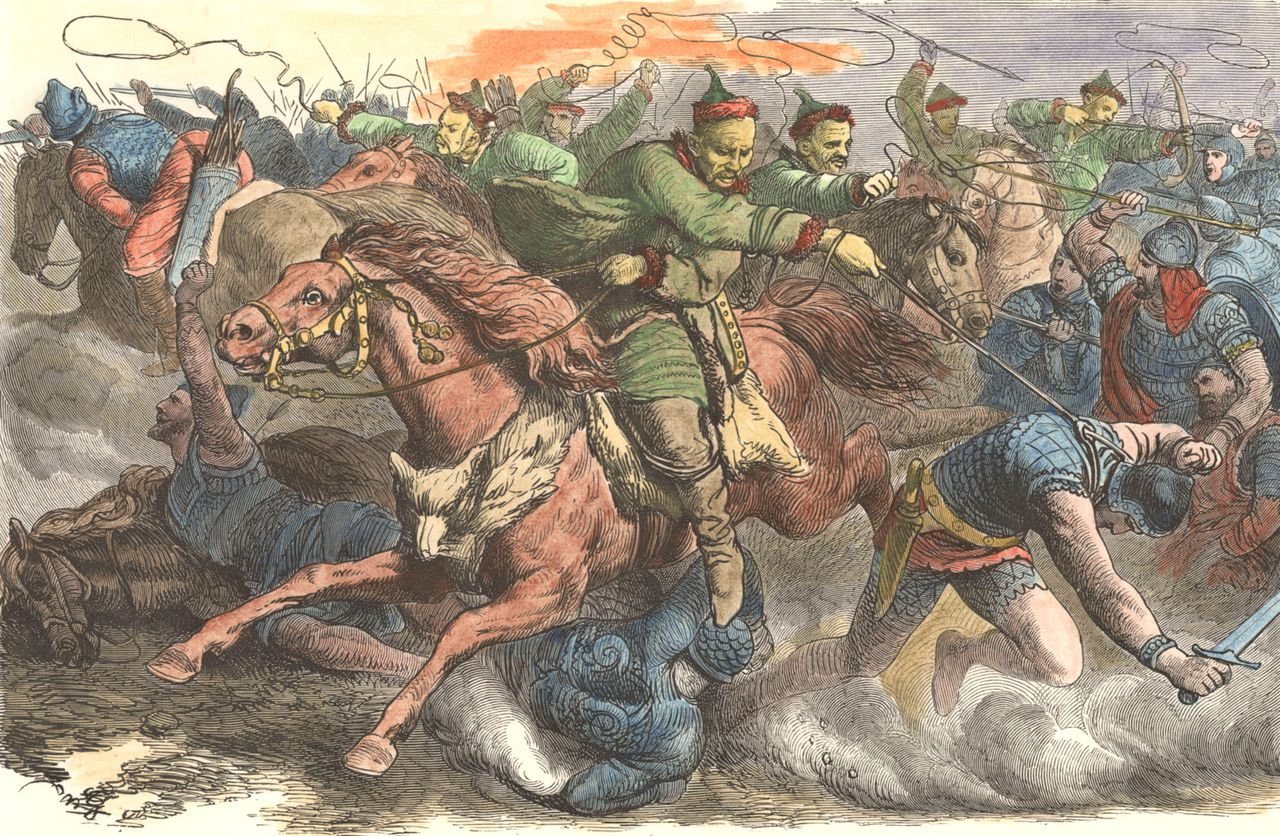
알라니족과 교전 중인 훈족. 페터 요한 네포무크 가이거 (1805-1880)가 그린 그림의 1870년대 판화.

### 전술과 전략
훈족의 군사는 전반적으로 연구가 잘 되지 않았다. 훈족의 군사 정보에 관한 대표적인 출처 중 하나는 암미아누스 마르켈리누스로, 훈족의 군사 전술에 대해 많은 기록을 남겼다:
훈족들은 자극을 받으면 가끔씩 싸우기도 하며, 그들은 목소리로 내는 메들리로 야만적인 소리를 내면서, 쐐기모양을 이루어 전장에 진입한다. 그리고 그들은 재빠른 움직임을 위하여 가볍게 무장했고 예상하지 못하는 행위를 하는 이들은, 의도적으로 산개된 부대로 갑자기 나누어 공격하여, 여기저기를 혼란에 빠트리고, 대살육을 벌인다; 그리고 이들의 비정상적으로 재빠른 움직임 때문에, 그들은 결코 성벽을 공격하거나 적의 진영을 약탈하는 것을 보이지 못 한다. 그리고 이런 이유로 훈족들을 모든 전사들 중에서 가장 끔찍한 자들이라고 부르는 것을 주저하지 않을 것이다. 왜냐하면 그들은 그들의 통상적인 화살촉 대신, 뛰어난 기술로 화살대에 결합한 날카로운 뼈를 가진 화살로 멀리서 싸우기 때문이다. 그러고 나서 그들은 벌어진 공간으로 달려들어서 자신들의 목숨을 상관하지 않고 칼을 들고 근접해서 싸웠다. 적들이 검에 찔려 부상을 당하는 것을 막는 동안에, 훈족들은 직물로 밧줄을 올무를 만들어 적들에게 던져서 걸리게 하여 팔다리를 못 움직이게 하고 말을 타거나 걸어다니는 힘을 빼앗았다.
암미아누스의 기록을 근거로 하여, 멘헨헬펜은 훈족의 전술이 다른 유목민 궁기병둘이 쓰는 것과 크게 다르지 않다고 주장한다. 그는 암미아누스가 언급한 "쐐기 대형" (cunei)이 "쿠르"(cur)라고 불렸을, 지도자들이 이끄는 씨족이나 가문으로 이뤄진 대형일 것이라 주장한다. 쿠르라는 칭호는 씨족에서 계승되는 것처럼, 물려받았을 것이다. 암미아누스처럼, 6세기 작가 조시모스 역시도 훈족들의 거의 대부분에게서 궁기병의 독점적인 사용과 훈족들의 극도의 민첩함과 기동력을 강조했다. 앞에서 언급한 점들은 그 당시 유럽에 있던 다른 유목민 전사들과는 달랐는데, 그 예로 사르마티아인들은 랜스를 들고 중무장을 한 캐터프랙트들에 의존했다. 훈족의 무시무시한 함성의 사용 역시도 다른 사료들에서도 발견된다. 그러나 암미아누스의 많은 주장들은 현대 학자들에게 이의를 제기받고 있다. 특히, 암미아누스는 훈족이 야금술을 모른다고 주장했으나, 멘헨헬펜은 그렇게 훈족들이 원시적이라면 로마인들 상대로 성공적인 전쟁을 거뒀들 리가 없다고 주장했다.
훈족의 군대는 극도의 기동력과 "공격할 때와 도망칠 때를 아는 영리한 감각"에 의존했다. 훈족이 사용한 주요 전략은 도망치는 것을 의도해서 후퇴하여 적을 속이고 그런 다음에 돌아서서 적을 공격하여 혼란을 시키는 것이었다. 이 방법은 조시모스와 아가티아스가 언급한 바이다. 그러나 훈족들이 항상 회전에서 효과적이었던 것은 아니었는데, 439년 툴루즈에서 패배를 했고, 447년 우투스 전투에서는 간신히 승리를 거뒀으며, 451년 카탈라우눔 전투에서는 패배나 무승부에 가깝고, 네다오 전투 (454년?)에서는 패배를 했다. 크리스토퍼 켈리 (Christopher Kelly)는 아틸라가 "심지어는 가능한 한, [...] 로마군과 대규모 교전"을 회피하려 했다고 주장한다. 전쟁과 전쟁에 대한 위협은 로마를 협박하기 위한 도구로 자주 사용되었으며, 훈족들은 자신들의 손실을 막기 위해서 토착 지역의 배신자들에 자주 의존했다. 전투 기록들은 훈족들이 들고 다닐 수 있는 방벽이나 마차를 원형으로 만들어 자신들의 진영을 요새화했다고 언급한다.
훈족의 유목 생활 방식은 뛰어난 기마술 같은 특징들을 조성했고, 한편 훈족들은 잦은 사냥을 통해서 전쟁 훈련을 했다. 일부 학자들은 훈족들이 헝가리 평원 지대에 정착한 뒤에 자신들의 군마와 유목 생활을 유지하는 데 어려움을 겪었을 것이고, 그것이 싸움꾼으로서 그들의 유효함을 눈에 띄게 감소시키게 했을 것이라 주장했다.
훈족들은 초창기에 그들의 피지배 민족 또는 동맹으로서 훈족들이 아닌, 게르만족이나 이란계 민족과 함께 싸웠다고 거의 항상 언급된다. 헤더가 언급하기를, "훈족'의 병력들은 동유럽과 중앙 유럽의 수 많은 게르만족을 흡수함으로써 늘어났고, 매우 빠르게 증가했다.". 카탈라우눔 전투에서 아틸라는 그의 피지배 민족들을 측면에 두고 반면 훈족들을 가운데에 두었다고 요르다네스가 언급했다.
훈족 시기의 유목민 군사 전략 정보에 대한 주요 출처는 "스키타이인들, 즉 다시 말해, 아바르족, 튀르크족, 그리고 훈족들의 삶의 방식과 닮은 민족들이 다루는" 전쟁술에 대해서 묘사한 6세기의 스트라티이콘이다. 스트라티이콘은 아자르족과 훈족을 군사적 문제에 대해 기만적이고 매우 능숙하다고 묘사한다. 이들은 적들을 속이고, 기습을 하고, 보급을 차단해서 패배시키는 것을 선호했다고 묘사된다. 훈족들은 교체 용도로 쓰고 전투 시에 많은 수의 군대라는 인상을 주기 위하여 많은 말들을 끌고 다녔다. 훈족들은 고정된 진지를 설치하지는 않았지만, 씨족에 따라 목초지를 가로 질러 퍼졌고, 이른 아침에 전선을 구축을 하기 시작할 때까지 필요로 하는 말들을 지켰다. 스트라이티콘은 훈족들이 꽤나 먼거리에 보초병들을 두었고 기습 공격을 예방하기 위해 서로 지속적으로 연락을 주고 받았다고 한다.
스트라티이콘에 따르면, 훈족들은 로마인과 페르시아인들이 사용한 방식의 대형을 구축하지 않았고, 일렬로 불규칙적인 크기의 대형을 형성하고, 매복과 예비 병력으로서 인근에 병력을 나누어 두었다. 스트라티이콘은 또한 훈족들이 밀집하고 전방을 향한, 튼튼한 대형을 사용했다고 언급한다. 스트라이티콘은 훈족이 전선에서 대략 1마일 떨어진 곳에 보통 규모의 보초병들과 함께 여분의 말과 짐들을 누었고, 때로는 여분의 말들을 주요 전선 뒤쪽에 묶어 놓았을 것이라 언급한다. 훈족들은 매복, 포위 공격, 위장 후퇴 전술을 향하며, 먼거리에서 싸우는 것을 선호했다. 스트라이티콘 역시도 암미아누스가 언급한 쐐기 대형을 언급하고, 멘헨헬펜이 혈연적으로 된 부대라고 입증했다. 스트라이티콘은 훈족이 승리를 거두고 끈질기게 적을 추격하여 오랜 공성전으로 적을 지치게 하는 것을 선호했다고 언급한다.
피터 헤더는 훈족들이 441년 원정 때 성곽 도시들과 요새들을 성공적으로 공성전을 펼칠 수 있었다는 것과, 따라서 그들이 공성 무기를 사용할 수 있었음에 주목했다. 헤더는 공성 무기에 관한 지식 획득에 다양한 가능성을 주목했으며, 아이티우스 휘하에서 복무하는 동안에 배웠을 수 있고, 포로로 잡힌 로마 공학자들에게서 획득했거나 부유한 실크로드의 도시 국가들을 압박하기 위해서 개발하여 유럽으로 가져왔다라고 제시한다. 데이비드 니콜 (David Nicolle)은 후자쪽 의견에 동의하고, 훈족들이 카자흐스탄에 있는 Igdui-Kala 요새 같은 진보된 요새 시설 건설에 관한 기술들을 포함한 공학술을 가졌을 것이라 주장한다.

### 군사 장비
스트라이티콘은 훈족들이 일반적으로 사슬 갑옷, 검, 활, 랜스를 착용했고, 대부분의 훈족 전사들이 활과 랜스로 무장했고 필요에 따라 바꿔 사용했다고 언급한다. 훈족들이 또한 퀼트로 된 리넨, 양모, 때로는 금속을 말들을 보호하는데 썼고 킬트로 된 코이프와 카프칸을 착용했다고 언급한다. 이 주장은 볼니코브키(Volnikovka)와 브루트 (Brut) 매장지 같은 곳에서 발굴된 훈족들의 군사 장비를 통해 많은 부분이 입증됐다.
베르카소보 (Berkasovo) 방식의 후기 로마 솟은 투구가 루마니아의 콘체슈티에 있는 훈족의 무덤에서 발견됐다. 활꼴 방식의 훈족의 투구가 Chudjasky에서, 1784년 트라보스키 (Tarasovsky)의 무덤에서 훈족의 스팡겐헬름이, 투라에보 (Turaevo)에서 굴레투구가 발견되었다. 훈족시기까지 거슬러 올라가는 미늘 투구의 파편들과 투구의 내부 구체가 이아트루스(Iatrus), 일리케프카( Illichevka) 그리고 칼크니(Kalkhni)에서 발견되었다. 훈족의 미늘 갑옷으로 보이는 3-4세기의 미늘 조각 두 개가 오비강 상류와 카자흐스탄 서부 지역에서 발굴된 적이 있지만, 유럽에서 발견된 적은 없다. 루마니아의 바다바그(Badabag) 인근 할미리스(Halmyris)의 요새에 있는 토프라키오이 (Toprachioi)에서 발견된 대략 520년경으로 거슬러 올라가는 미늘 발굴물은 5세기 후반 또는 6세기에 도입되었음을 암시한다. 유라시아 아바르족들이 미늘 갑옷을 6세기 중반에 로마군과 대이동기 게르만족에게 전한 것으로 알려져 있고, 이후 형태의 미늘 갑옷이 이 시기 이전에는 발견된 적이 없다.
또한 훈족들이 대동기 게르만족과 후기 로마군들 사이에서 인기 있던 60cm 길이의 칼날을 지닌, 랑색스를 유럽에 전래했다고 대체적으로 받아들여진다. 이 검이 중국에서 유래했고 사르마티아인과 훈족들이 4세기 말과 5세기 초 기간 동유럽에서 좁고 긴 랑색스로 발전한, 중앙아시아에서의 짧은 색스를 사용하며, 전달자 역할을 수행한 것으로 여겨진다. 이 초창기 검은 4세기 후반으로 거슬러 올라가는, 빈-짐머링 (Wien-Simmerming)이라는 동유럽에서 출현한 최초의 형태로, 1세기까지 거슬러 올라간다. 다른 주목할만한 훈족의 예시에는 러시아 볼니코브카 (Volnikovka)에서 발견된 랑색스가 있다.
훈족들은 기다랗고 대략 83cm 길이로 쭉 뻗어 있으며, 항상 다이아몬드 모양의 철제 보호판이 있는 이란 또는 사산 양식의 스파타의 일종을 사용했다. 이런 양식의 검들은 알틀루스하임 (Altlussheim), 시르머베셰뇨 (Szirmabesenyo), 볼니코브카 (Volnikovka), 노보이바노브카 (Novo-Ivanovka), 시벨리움 (Tsibilium) 61 같은 곳들에서 발견되었다. 훈족들은 일반적으로 금박이 된 검의 자루, 금박 칼집, 다양한 색체로 장식된 칼집을 지녔다. 검은 수대(綬帶) 방식 보다는 검대에 붙이고 다니는 “이란 방식”으로 들고 다녔다.
훈족의 가장 유명한 무기는 다르야 (Qum Darya) 방식의 합성 반곡궁이며, "훈족 활"이라고도 불린다. 바이칼 호수 인근에서 초창기 모델이 발견된 이 활은 기원전 3세기 또는 2세기에 발명되었고, 훈족의 이주가 일어나기 전에 유라시아 대륙 전역으로 퍼져나갔다. 이 활은 145-155cm 길이의 단면에서 비대칭인 것이 특징이며, 손잡이와 시야(siyahs)에 4-9개의 라스 (lath)가 있었다. 유럽의 기후에서 온전한 활이 거의 남아있지 않지만, 뼈로 된 시야는 꽤나 흔하게 발견되고 스텝 장례의 특징이다. 온전한 포본이 니야 (Niya), 쿰 다르야 (Qum Darya), Shombuuziin-Belchir 같은 타림 분지와 고비 사막 등에서 발견됐다. 훈족 같은 유라시아 유목민들은 일반적으로 자작나무 타르와 생크 (shank)를 사용하여 부착한, 세 갈래로 나뉜 다이아몬드 모양의 철제 화살촉을 사용했으며, 보통 75cm 길이의 화살대에 타르와 감은 힘줄로 화실깃을 달았다. 이런 세 갈래로 갈라진 화살촉들은 평평한 화살촉 보다 더 정확하고 관통력이나 살상력을 지녔다고 여겨졌다. 유럽내에서 이러한 방식의 활과 화살 유물은 제한적이지만 고고학적으로 증명되었다. 더 많은 유물들이 발칸반도 북부와 카르파티아 지역에서 발견됐음에도, 가장 유명한 예시는 빈짐머링에서 발굴된 것들이다.

## 유산

### 기독교 성인전

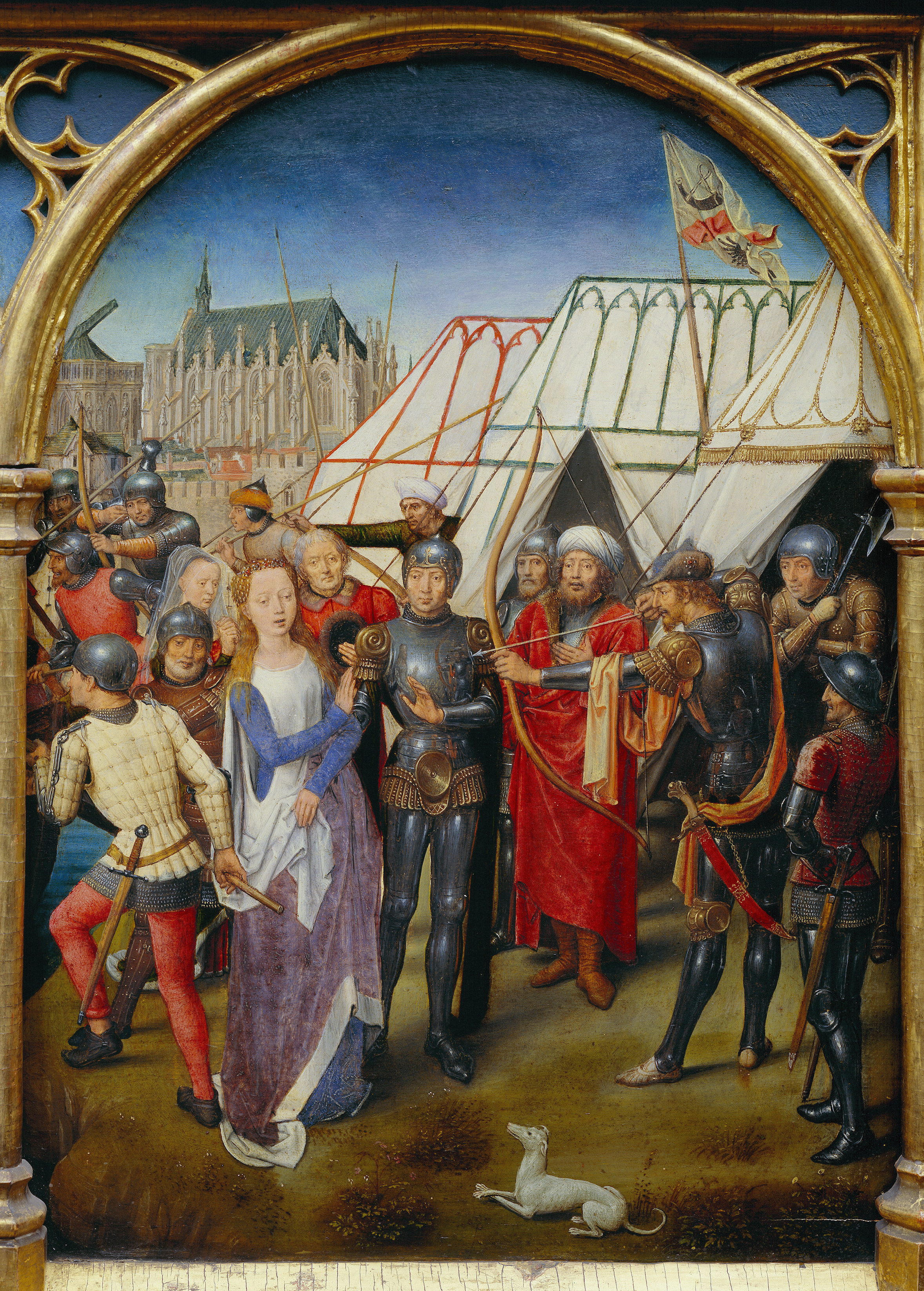
한스 멤링이 그린 성 우르술라의 순교. 터번을 쓰고 무장을 한 인물들은 훈족을 나타낸다.

훈족 제국이 멸망하고 나서, 훈족에 관한 다양한 설화들이 발생했다. 그것들 중에는 훈족이 등장하는 기독교 성인들의 설화들이 많다. 중세 시대에 쓰인 익명의 교황 레오 1세의 전기에서, 452년 이탈리아로 향한 아틸라의 진군은 멈추게 되었는데, 아틸라가 로마 외각에서 레오 1세를 만날 때, 사도 베드로와 사도 파울로스가 나타나서 돌아가라는 교황의 지시를 따르지 않는다면 죽이겠다고 검을 아틸라의 머리 위로 겨누고 위협했다고 한다. 다른 설화에서는, 아틸라가 교황을 인질로 데려갔으나 성인들이 그를 놓아주라 강요했다고 한다. 성녀 우르술라의 설화에서, 우르술라와 그의 성녀 11,000명이 성지 순례를 갔다가 돌아오던 중에 쾰른에 도착했는데, 이름 불명의 훈족 귀족이 이끄는 군대에게 쾰른이 포위를 당했다. 우르술라와 성녀들은 훈족들의 성적인 제의를 거부하고 나서 훈족들이 쏜 화살에 맞아 살해당했다. 그런데, 그 뒤에 살해당한 성녀들의 영혼들이 천국의 군대를 만들어 훈족들을 쓸어버리고 쾰른을 구했다. 훈족과 성인에 대한 전설을 지닌 도시들에는 오를레앙, 트루아, 디외즈, 메츠, 모데나, 랭스 등이 있다. 최소한 8세기까지 거슬러 올라가는 성인 통에런의 세르바티우스의 설화에서, 세브바티우스가 아틸라와 훈족들을 기독교로 개종시켰으나, 얼마 안되어 배교자가 되었고 자신들의 이교로 돌아갔다고 한다.

### 게르만 신화에서

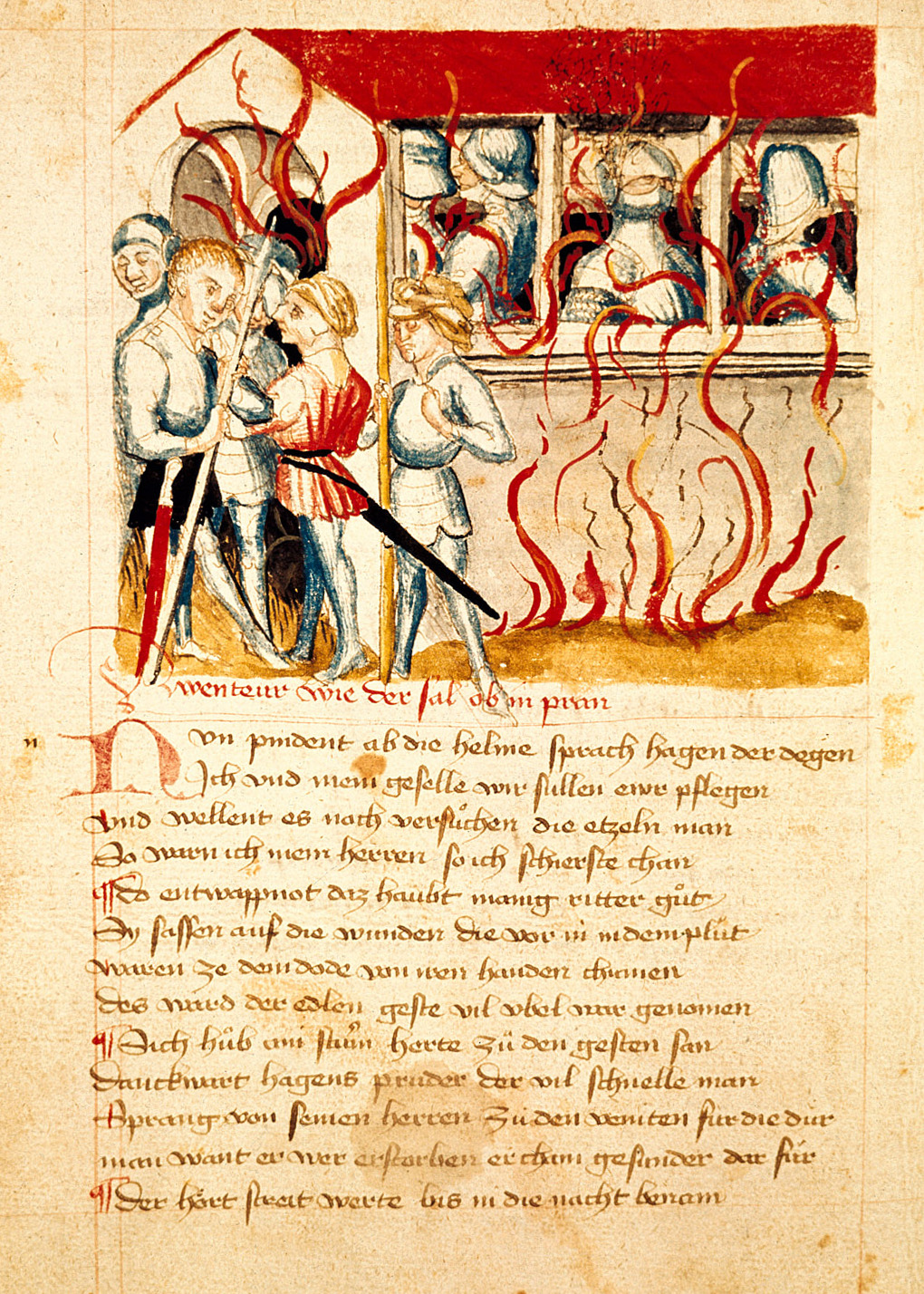
훈족 (바깥)들이 부르군트인들을 죽이려 자신들의 홀에 풀을 지피고 있다. 훈데스하겐 버전 니벨룽의 노래의 코덱스에서 나온 삽화

훈족들은 게르만족의 대이동 시기의 사건들을 담고 본래 구전을 통해 전승된, 중세 게르만 신화에서 중요한 역할을 했다. 동유럽에서 고트족과 훈족 간에 분쟁들에 대한 흔적들이 13세기에 아이슬란드의 《헤르보르와 헤이드레크의 사가》로 전해진, 북유럽의 시뿐만 아니라 고대 영어 시 원방여행자에 남아있다. 원방여행자는 또한 아틸라가 훈족의 지배자라 언급하고, 여러 전설적이고 역사적인 통치자들과 민족들의 우두머리로 두었고, 그 중에 훈족을 가장 유명한 이들로 나타냈다. 고대 영어로 애틀라 (Ætla)라고 나타난, 아틸라 (Atila)라는 명칭은 앵글로색슨족들이 지배하는 잉글랜드에서 사용하는 이름이었고 (예: 도체스터의 애슬라 주교) 그 당시 잉글랜드에서 이 명칭의 사용은 원방여행자 등에서 등장한 신화의 영웅적인 왕들과 연관됐을 것이다. 그러나 멘헨헨펠은 앵글로색슨족이 그 이름을 사용한 것이 훈족과 관련이 있다는 것에 의심쩍게 생각했고, 그 이름이 "희귀하지 않다." 고 주장했다. 베다는 잉글랜드인의 교회사에서 앵글로색슨족이 잉글랜드를 침입할 당시에 독일에 살던 민족 중에 훈족을 기입했다. 이것은 베다가 훈족의 일부가 앵글로색슨족으로 전해졌다고 본 것을 나타낸 것일지도 모른다.
훈족과 아틸라는 널리 알려진 게르만 전설 일대기, 니플룽과 디트리히 폰 베른 (역사속 테오도리크 대왕)의 이야기에서 중요 역할을 하기도 했다. 니벨룽 전설은 게르만의 니벨룽의 노래뿐만 아니라, 부분적으로 기록된 북구의 《고 에다》 와 《볼숭 일족의 사가》에서 437년 라인강에서 있는 부르군트 왕국을 파괴시키는 데에 훈족과 아틸라 (북구의 전승에서는 아틸라가 죽고 나서)에 연관이 있다.. 디트리히 폰 베른에 대한 전승에서, 디트리히가 베로나 있는 그의 왕국에서 쫒겨난 후, 아틸라와 훈족은 디트리히에게 피난처와 지원을 제공했다. 네다오 전투 사건의 버전은 전승에서 잘 보존된 것 같으며, 중세 고지대 게르만어 버전 Die Rabenschlacht와 전투에서 아틸라의 아들들이 쓰러진 북유럽의 Thidrekssaga 등 두 가지로 전승되었다. 한편 아키텐의 왈타리우스의 전승은 훈족들이 피지배 민족들에게 조공으로 아동 인질을 받았다고 나타낸다. 보통 대륙 게르만 전승은 아틸라와 훈족을 부정적인 면이 뚜렷하게 나오는 스칸디나비아의 것들 보다 좀더 우호적으로 나타낸다.
중세 게르만 전설에서, 훈족들은 헝가리인들로 여겨졌고, 이들의 수도 수도 에첼부르크 (Etzelburg, 아틸라의 도시)는 에스테르곰이나 부다로 여겨졌다. 그러나 북 게르만의 것을 바탕으로 한, 북구의 Thidrekssaga에서는 후나란트가 북독일에 위치했고, 베스트팔렌에 있는 조스트를 수도로 삼았다. 다른 북유럽의 것에서는, 훈족이라는 용어가 때로는 분별없이 다양한 민족을 가리키는데 적용됐고, 특히 스칸디나비아 남쪽에서 그랬다. 13세기부터, 중세 고지 독일어에서 훈족을 뜻하는 단어 hiune는 거인의 동의어가 되었고, 현대에서는 Hüne와 Heune가 이 뜻으로 사용된다. 이런 방식으로, 여러 선사시대의 거석기념물들, 그중에서도 특히 북독일 지역들의 것들은 Hünengräber (훈족의 무덤)이나 Hünenbetten (훈족의 침대)라고 인식되었다.

### 헝가리인들과 관련

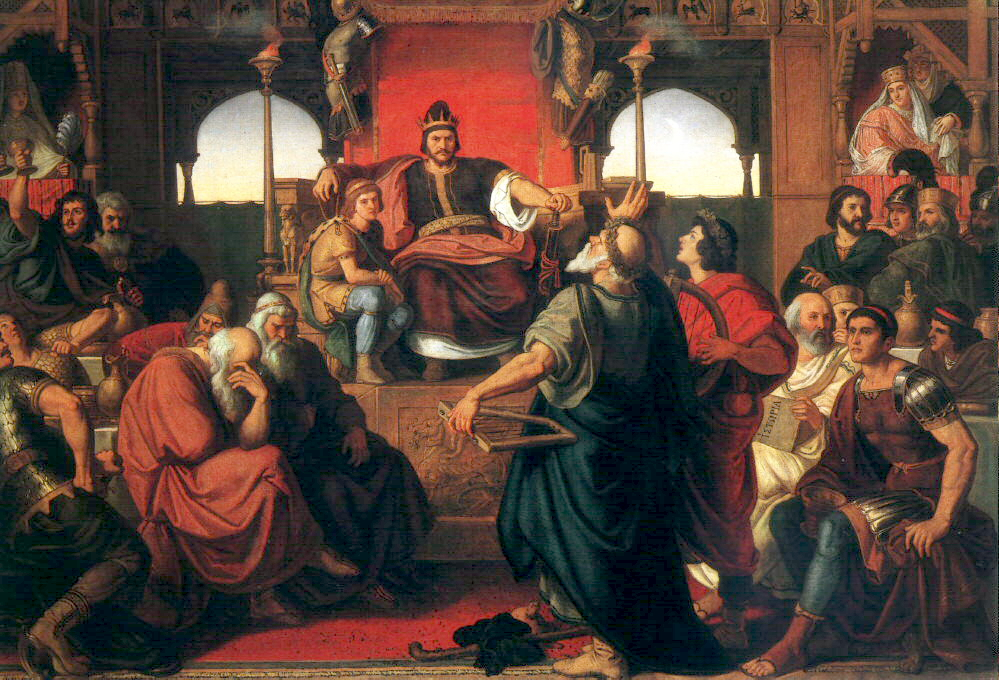
"아틸라의 연회". 헝가리의 로망스풍 그림, 탄 모어 작(1870).

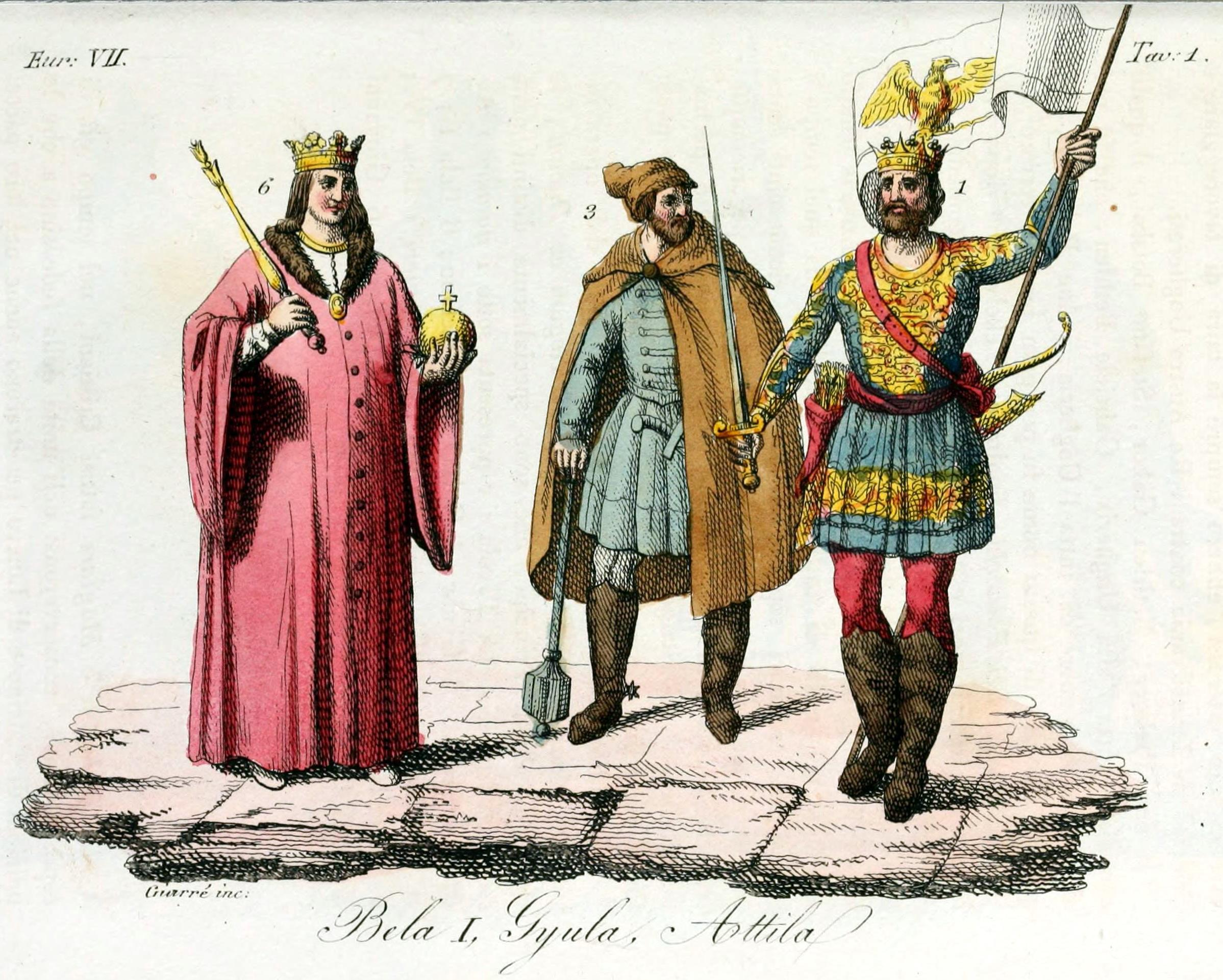
헝가리의 왕인 아틸라 (오른쪽)와 줄러, 벨러 1세, Illustration for Il costume antico e moderno by Giulio Ferrario (1831).

고중세 시대가 시작할 무렵, 헝가리 사료들은 헝가리인(마자르인)들이 훈족의 후손이라거나 이 둘이 밀접한 관계라는 주장을 했다. 이 주장은 비헝가리 사료에서 처음 나타났고 훈족의 부정적 의미 때문에 헝가리인들은 서서히 이 주장을 받아들였다. 작자 불명의 헝가리인의 사적 (1200년 이후)은 아르파드 왕조의 왕 계열이 아틸라의 후손이라고 언급한 최초의 헝가리 사료지만, 헝가리인과 훈족들이 관련이 있다고 할 수 없었다. 훈족과 헝가리인들이 관련이 있다고 한 최초의 헝가리 작가는 Gesta Hunnorum et Hungarorum (1282–1285)을 쓴 케저이 시몬이었다. 시몬은 훈족과 헝가리인들이 후노르와 머고르라는 형제의 후손들이라고 주장했다. 이 주장들은 헝가리인들에게 옛 뿌리를 주었고 이들의 판노니아 정복을 합법화하는 역할을 했다.
현대 학자들은 이 주장들을 상당히 부인한다. 이 연대기에서 발견된 훈족의 기원에 대한 주장에 대하여, 쉬치 예뇌는 다음의 글을 남겼다:
물론 마자르인에 대한 훈족 기원은 프랑스인의 기원이 트로이인이라거나 다른 “오리고 겐티스”라는 당시에 많이 조작된 이론들처럼 가짜이다. 마자르인들의 진짜 기원은 핀우랄계 민족의 우랄계 분파에서 발생했고 동유럽의 스텝 지역을 떠도는 과정에서 이들은 다양한 (특히 이란계와 다른 튀르크계) 문화와 민족 요소들을 흡수하고, 훈족과 유전적 역사적 연관은 없었다.
일반적으로, 19세기에 헝가리어와 핀우그리아어파 사이의 관계 증명은 헝가리인들이 훈족에서 기원했다라는 주장이 틀렸음을 입증하게 해주었다. 케저이 시몬에서 생겨난 또다른 주장은 트란실바니아의 헝가리어 화자 민족인 세케이인들이 아틸라가 죽은 후 트란실바니아로 도망쳐 온 훈족의 후손들이며, 헝가리인들의 판노니아 정복 때까지 그곳에 있었다라는 것이다. 세케이인들의 기원이 불확실하긴 하지만, 현대의 학계는 세케이인들이 훈족과 관련이 있다는 것에 회의적이다. 마커이 라슬로 (Makkai László)는 일부 고고학자들과 역사가들이 세케이인들을 아바르족 (동시대 유럽인들에게는 훈족이라고 인식됨)들로 인해 7세기 말에 카르파티아 분지로 밀려난 헝가리 부족이나 오노구르-불가르족이라 여긴다는 것을 언급했다. 전승과는 달리, 세케이인들은 11세기에 헝가리 서부에서 트란실바니아로 재정착했다. 이들이 훈족이라면 예상될 수 있는, 이들의 언어가 비헝가리어에서 헝가리어로 변화하는 어떠한 증거도 보이지 않았다. 헝가리인들과 세케이인들이 훈족의 후손이 아닐 수도 있는 반면에, 이들 민족들은 역사적으로 튀르크계 민족들과 밀접한 관계였다. 팔 엔겔 (Pál Engel)은 아르파드 왕조의 왕들이 아틸라의 후예일 수도 있다는 것은 “완전히 배제될 수는 없지만” 훈족의 통치하에서 있던 헝가리인이었다라고 생각될 수는 있다고 언급했다. 김현진은 헝가리인들이 그가 생각하기에 훈족의 요소들을 가지고 있다 보던 불가르족과 아바르족을 통해 연결되어 있을 것이라 주장했다.
헝가리인들이 훈족의 후손이라는 개념은 주류 학계에서는 인정되지 않지만, 그 생각은 헝가리 민족주의와 국가 정체성에 적절한 영향을 미치고 있다. 헝가리 귀족 계층의 다수는 20세기 초까지 자신들이 훈족이라는 견해를 지속했다. 헝가리의 파시즘 정당 화살십자당은 프로파간다로써, 헝가리를 훈니아 (Hunnia)라고 나타냈다. 훈족 기원은 오늘날 극우파 정당 요비크의 범투란주의의 이념에 큰 역할을 하고 있다. 한편 루마니아에 있는 소수 세케이인들의 훈족 기원에 관한 전승들은 이들의 민족 정체성에서 커다란 역할을 하고 있다. 세케인들의 훈족 기원은 헝가리 대중들 사이에 널리 퍼진 상태로 남아있다.

### 20세기에 독일인들을 지칭할 때 사용
중국에서 의화단 운동이 벌어지던 1900년 7월 27일에, 독일 제국의 카이저 빌헬름 2세는 의화단들을 향해 무자비하게 대하라는 명령을 내렸다 : "자비를 보이지 않을 것이고, 포로도 없을 것이다. 1천년 전, 아틸라 휘하의 훈족들이 가졌던 평판이 전설로서 살아있는 것처럼, 중국에서도 독일의 이름이 그럴 것이며, 그렇게 되면 어떠한 중국인들도 독일인들을 감히 다시 무시하지 못할 것이다". 이 연설이 나중에 독일인들을 잔혹한 야만인이라는 것을 강조하기 위하여, 제1차 세계대전과 기간 영국과 영어권에서 프로파간다로 사용되었고 제2차 세계대전에도 쓰였지만 그전 보다는 덜 사용되었다.

## 같이 보기
- 훈의 군주
- 유목제국
- 5세기의 정치적 국가 목록

## 참조
1. ↑  Hernandez, David (September 2009). 《The Greatest Story Ever Forged: Curse of the Christ Myth – David Hernandez》. ISBN 9781434962997. 2015년 9월 6일에 확인함.
2. ↑  Kessler, P L. “The Origins of the Huns”. 《www.historyfiles.co.uk》. 2017년 5월 22일에 확인함.
3. ↑  Sinor 1990, 180쪽.
4. 1 2  de la Vaissière 2015, 175, 180쪽.
5. ↑  Saag, Lehti; Staniuk, Robert (2022년 7월 11일). “Historical human migrations: From the steppe to the basin”. 《Current Biology》 32 (13): 38–41. doi:10.1016/j.cub.2022.05.058. PMID 35820383. S2CID 250443139. 2022년 7월 31일에 확인함. Many migrations during human history have made the Carpathian Basin the melting pot of Europe. New ancient genomes confirm the Asian origin of European Huns, Avars and Magyars and huge within-group variability that is linked with social structure.
6. ↑  Sinor 1990, 177쪽.
7. ↑  Heather 1995, 16쪽.
8. 1 2  Szűcs 1999, xliv쪽.
9. 1 2  Engel 2002, 2쪽.
10. 1 2  Lendvai 2003, 7쪽.
11. 1 2 3  Maenchen-Helfen 1973, 386쪽.
12. ↑  Heather 2010, 502쪽.
13. ↑  de la Vaissière 2015, 176쪽.
14. ↑  Hernandez, David (September 2009). 《The Greatest Story Ever Forged: Curse of the Christ Myth – David Hernandez》. ISBN 9781434962997. 2015년 9월 6일에 확인함.
15. ↑  Kessler, P L. “The Origins of the Huns”. 《www.historyfiles.co.uk》. 2017년 5월 22일에 확인함.
16. ↑  de la Vaissière 2015, 177쪽.
17. ↑  Maenchen-Helfen 1973, 7쪽.
18. ↑  Thompson 1996, 20쪽.
19. ↑  Getica 24:121
20. ↑  Maenchen-Helfen 1973, 5쪽.
21. ↑  Heather 2010, 209쪽.
22. 1 2  Wright 2011, 60쪽.
23. ↑  Pohl 1999, 501쪽.
24. ↑  de la Vaissière 2015, 175쪽.
25. ↑  Thompson 1996, 1쪽.
26. 1 2  Schottky 2004.
27. 1 2  Sinor 1990, 178쪽.
28. ↑  Heather 2005, 148–149쪽.
29. ↑  Sinor 1990, 200쪽.
30. 1 2  Pohl 1999, 501–502쪽.
31. ↑  de la Vaissière 2015, 178–180쪽.
32. ↑  de la Vaissière 2015, 181–183쪽.
33. ↑  Kim 2015, 46쪽.
34. ↑  Kim 2013, 31쪽.
35. ↑  Kim 2015, 6–8쪽.
36. ↑  Kim 2015, 39, 44–53쪽.
37. ↑  Doerfer 1973, 8쪽.
38. ↑  Werner 1967, 528쪽.
39. ↑  Atwood 2012, 31쪽.
40. ↑  Kim 2015, 66쪽.
41. ↑  Maenchen-Helfen 1973, 4–9쪽.
42. 1 2  Maenchen-Helfen 1959, 237쪽.
43. ↑  Maenchen-Helfen 1959, 236쪽.
44. ↑  Maenchen-Helfen 1959, 237-238쪽.
45. ↑  Werner 1967, 555쪽.
46. ↑  Atwood 2012, 30쪽.
47. ↑  Atwood 2012, 40쪽.
48. ↑  Atwood 2015, 45–47쪽.
49. ↑  Thompson 1996, 56–57쪽.
50. 1 2  Sinor 1990, 202쪽.
51. 1 2 3  Maenchen-Helfen 1973, 363쪽.
52. ↑  Maenchen-Helfen 1973, 362쪽.
53. 1 2  Sinor 1997, 336쪽.
54. 1 2  Maenchen-Helfen 1973, 364쪽.
55. ↑  Maenchen-Helfen 1973, 364–367쪽.
56. ↑  Kim 2015, 7쪽.
57. 1 2 3  Kim 2015, 4쪽.
58. ↑  Crubézy, 1990 & pp-195-196.
59. ↑  Kim 2013, 187쪽.
60. ↑  Molnár 외. 2014, 7쪽.
61. ↑  Molnár 외. 2014, 6쪽.
62. ↑  Kim 2015, 99쪽.
63. ↑  Damgaard et al. 2018, 369–371쪽. "Scythians admixed with the eastern steppe nomads who formed the Xiongnu confederations, and moved westward in about the second or third century BC, forming the Hun traditions in the fourth–fifth century AD... We find that the Huns have increased shared drift with West Eurasians compared to the Xiongnu... Overall, our data show that the Xiongnu confederation was genetically heterogeneous, and that the Huns emerged following minor male-driven East Asian gene flow into the preceding Sakas that they invaded."
64. ↑  Neparáczki et al. 2019, 1쪽. "Recent genetic data connect European Huns to Inner Asian Xiongnus..."
65. ↑  Heather 2005, 153–154쪽.
66. ↑  Heather, 151–152쪽.
67. ↑  Thompson 1996, 30–31쪽.
68. 1 2  Sinor 1990, 184쪽.
69. ↑  Thompson 1996, 32–33쪽.
70. ↑  Thompson 1996, 33쪽.
71. ↑  Sinner 1990, 185쪽.
72. 1 2  Sinor 1990, 181쪽.
73. ↑  Thompson 1999, 136쪽.
74. ↑  Thompson 1996, 87–89쪽.
75. ↑  Halsall 2007, 251–252쪽.
76. ↑  Heather 1990, 124쪽.
77. 1 2 3  Kim 2013, 123쪽.
78. ↑  Heather 1990, 125쪽.
79. ↑  Maenchen-Helfen 1973, 165–168쪽.
80. 1 2  Maenchen-Helfen 1973, 168쪽.
81. ↑  Kim 2015, 136쪽.
82. 1 2 3 4 5  Sinor 2005, 4228쪽.
83. ↑  Róna-Tas 1999, 309쪽.
84. ↑  Maenchen-Helfen 1973, 169–179쪽.
85. ↑  Thompson 1996, 46-47쪽.
86. ↑  Kim 2015, 2쪽.
87. ↑  Maenchen-Helfen 1973, 170–171쪽.
88. 1 2 3  Maenchen-Helfen 1973, 171쪽.
89. 1 2  Thompson 1996, 47쪽.
90. ↑  Maenchen-Helfen 1973, 172–174쪽.
91. ↑  Ammianus 31.2.3
92. ↑  Maenchen-Helfen 1973, 220쪽.
93. ↑  Maenchen-Helfen 1973, 220–221쪽.
94. ↑  Maenchen-Helfen 1973, 174쪽.
95. 1 2  Thompson 1996, 48쪽.
96. ↑  Thompson 1973, 47–48쪽.
97. ↑  Maenchen-Helfen 1973, 174–178쪽.
98. ↑  Ammianus 31.2.6
99. 1 2 3 4  Maenchen-Helfen 1973, 203쪽.
100. ↑  Thompson 1996, 57쪽.
101. ↑  Maenchen-Helfen 1973, 206쪽.
102. ↑  Maenchen-Helfen 1973, 207쪽.
103. ↑  Maenchen-Helfen 1973, 205–206쪽.
104. 1 2  Sinor 1990, 203쪽.
105. ↑  Maenchen-Helfen 1973, 213–214쪽.
106. ↑  Maenchen-Helfen 1973, 214–220쪽.
107. ↑  Maenchen-Helfen 1973, 182–183쪽.
108. ↑  Maenchen-Helfen 1973, 184–185쪽.
109. ↑  Sinor 1990, 205쪽.
110. ↑  Maenchen-Helfen 1973, 184, 199쪽.
111. ↑  Maenchen-Helfen 1973, 199–200쪽.
112. ↑  Lenski 2015, 239쪽.
113. ↑  Lenski 2015, 239–240쪽.
114. ↑  Thompson 1996, 189–194쪽.
115. ↑  Maenchen-Helfen 1973, 185쪽.
116. 1 2  Maenchen-Helfen 1973, 187쪽.
117. ↑  Maenchen-Helfen 1973, 188–189쪽.
118. ↑  Maenchen-Helfen 1973, 185–186쪽.
119. 1 2  Atwood 2012, 48쪽.
120. 1 2  Heather 1999, 11쪽.
121. ↑  Heather 2005, 325쪽.
122. ↑  Thompson 1996, 67–68쪽.
123. ↑  Golden 1992, 92쪽.
124. ↑  Golden 1992, 90, 92쪽.
125. ↑  Kim 2015, 81–89쪽.
126. ↑  Pohl 2015, 258–259쪽.
127. ↑  Ammianus 31.2.4
128. ↑  Thompson 1996, 50쪽.
129. ↑  Thompson 1996, 51쪽.
130. ↑  Golden 1992, 88쪽.
131. ↑  Thompson 1996, 64쪽.
132. ↑  Kim 2015, 77쪽.
133. ↑  Maenchen-Helfen 1973, 190쪽.
134. ↑  Kim 2015, 86–87쪽.
135. ↑  Wolfram 1997, 143쪽.
136. ↑  Pohl 1999, 502쪽.
137. ↑  Maenchen-Helfen 1973, 192–193쪽.
138. ↑  Thompson 1996, 179–181쪽.
139. ↑  Thompson 1996, 183쪽.
140. ↑  Thompson 1996, 181–183쪽.
141. ↑  Maenchen-Helfen 1973, 194–195쪽.
142. ↑  Kim 2015, 83–84쪽.
143. ↑  Kim 2015, 85쪽.
144. ↑  Thompson 1996, 6–7쪽.
145. ↑  Heather 2006, 330–33쪽.
146. ↑  Kim 2015, 166-167쪽.
147. 1 2  Heather 2006, 332쪽.
148. ↑  Man 2005, 79쪽.
149. ↑  Maenchen-Helfen 1973, 9–17쪽.
150. ↑  Maenchen-Helfen 1973, 306쪽.
151. ↑  Maenchen-Helfen 1973, 321–322쪽.
152. ↑  Maenchen-Helfen 1973, 307-318쪽.
153. ↑  Maenchen-Helfen 1973, 320쪽.
154. ↑  Maenchen-Helfen 1973, 323쪽.
155. ↑  Maenchen-Helfen 1973, 326쪽.
156. ↑  Maenchen-Helfen 1973, 327–330쪽.
157. ↑  Kim 2015, 6쪽.
158. ↑  Maenchen-Helfen 1973, 337쪽.
159. ↑  Thompson 1996, 59쪽.
160. 1 2 3  Maenchen-Helfen 1973, 12쪽.
161. ↑  Maenchen-Helfen 1973, 297쪽.
162. ↑  Maenchen-Helfen 1973, 299–306쪽.
163. ↑  Maenchen-Helfen 1973, 357쪽.
164. ↑  Kim 2015, 170쪽.
165. ↑  Maenchen-Helfen 1973, 352–354쪽.
166. ↑  Maenchen-Helfen 1973, 354–356쪽.
167. ↑  Maenchen-Helfen 1973, 178쪽.
168. ↑  Maenchen-Helfen 1973, 179쪽.
169. ↑  Maenchen-Helfen 1973, 179–180쪽.
170. ↑  Crubézy 1990, 195쪽.
171. ↑  Kim 2015, 164쪽.
172. ↑  Crubézy 1990, 195–196쪽.
173. ↑  Kim 2015, 164–165쪽.
174. 1 2  Sinor 1990, 202–203쪽.
175. ↑  Molnár 외. 2014, 2쪽.
176. ↑  Kim 2015, 165쪽.
177. ↑  Kim 2013, 33쪽.
178. 1 2  Maenchen-Helfen 1973, 377쪽.
179. ↑  Maenchen-Helfen 1973, 382쪽.
180. ↑  Wolfram 1990, 254쪽.
181. ↑  Wolfram 1997, 142쪽.
182. ↑  Heather 2010, 329쪽.
183. ↑  Kim 2013, 30–31쪽.
184. ↑  Maenchen-Helfen 1973, 423–426쪽.
185. ↑  Maenchen-Helfen 1973, 376쪽.
186. ↑  Maenchen-Helfen 1973, 441쪽.
187. ↑  Kim 2013, 30쪽.
188. ↑  Pristak 1982, 470쪽.
189. ↑  Vajda 2013, 4, 14, 48, 103–6, 108–9, 130–1, 135–6, 182, 204, 263, 286, 310쪽.
190. ↑  Doerfer 1973, 50쪽.
191. ↑  Golden 1992, 88=89쪽.
192. ↑  Róna-Tas 1999, 208쪽.
193. 1 2  Thompson 1996, 187쪽.
194. ↑  Maenchen-Helfen 1959, 233–234쪽.
195. ↑  Thompson 1996, 185쪽.
196. ↑  Thompson 1996, 186–187쪽.
197. 1 2 3  Thompson 1996, 186쪽.
198. ↑  Man 2005, 61쪽.
199. ↑  Thompson 1946, 73쪽.
200. ↑  Maenchen-Helfen 1973, 259쪽.
201. ↑  Maenchen-Helfen 1973, 262쪽.
202. ↑  Maenchen-Helfen 1973, 278-279쪽.
203. ↑  Maenchen-Helfen 1973, 279-280쪽.
204. 1 2 3 4  Sinor 2005, 4229쪽.
205. ↑  Maenchen-Helfen 1973, 274쪽.
206. ↑  Maenchen-Helfen 1973, 167쪽.
207. ↑  Thompson 1946, 73–74쪽.
208. ↑  Maenchen-Helfen 1973, 167–169쪽: 그는 훈족어 명칭 아타캄(Atakam)과 에스캄(Eskam)에서 캄(kam)의 존재가 훈족 사먼에 관한 존재의 근거라고 주장하며, 캄이 튀르크어족에서 샤먼을 뜻하는 쾀, 캄(qam)에서 전래한 것이라 한다.
209. ↑  Maenchen-Helfen 1973, 259-260쪽: 그는 암미아누스가 언급한, 훈족들이 자신들의 옷을 씻지 않는다는 관습에서 이 믿음을 초론해냈다. 이후 유목민들에게서, 이 풍습은 물정령의 기분을 상하게 하지 않기 위하여 행해졌다.
210. ↑  Maenchen-Helfen 1973, 278–296쪽.
211. ↑  Maenchen-Helfen 1973, 306–330쪽.
212. ↑  Man 2005, 61–62쪽.
213. ↑  Maenchen-Helfen, J. Otto (1966). “ΘΕΓΡΙ and Tengri”. 《The American Journal of Philology》 87 (1). 81면.
214. ↑  Maenchen-Helfen 1973, 278쪽.
215. ↑  Maenchen-Helfen 1973, 287쪽.
216. ↑  Maenchen-Helfen 1973, 262–263쪽.
217. ↑  Thompson 1946, 73–79쪽.
218. ↑  Maenchen-Helfen 1973, 260–261쪽.
219. ↑  Lenski 2015, 241쪽.
220. ↑  Ammianus Marcellinus, 31.2.8–9 (p. 385).
221. 1 2  Maenchen-Helfen 1973, 202-203쪽.
222. ↑  Heather 2006, 155쪽.
223. ↑  Heather 2006, 155–156쪽.
224. ↑  Maenchen-Helfen 1973, 202쪽.
225. ↑  Kim 2013, 17–19쪽.
226. ↑  Kelly 2015, 204쪽.
227. 1 2  Kelly 2015, 205쪽.
228. ↑  Golden 2002, 153쪽.
229. ↑  Golden 2002, 137–138쪽.
230. ↑  Golden 2002, 131–132쪽.
231. ↑  Golden 1992, 91쪽.
232. ↑  Sinor 1990, 204쪽.
233. ↑  Heather 2006, 329–330쪽.
234. ↑  Golden 2002, 133–134쪽.
235. 1 2  Dennis 1984, 116쪽.
236. 1 2 3 4 5  Dennis 1984, 117쪽.
237. ↑  Ammianus Marcellinus, Res Gestae, 31.2.8
238. ↑  Heather 2006, 301–302쪽.
239. ↑  Heather 2006, 303쪽.
240. ↑  Nicolle 2006, 18쪽.
241. ↑  Dennis 1984, 11–13, 116쪽.
242. 1 2 3  Glad 2010.
243. 1 2  Miks 2009, 500쪽.
244. ↑  Medvedev, A.F. (1959). “K istorii plastinchatogo dospeha na Rusi [On the History of Plate Armor in Medieval Russia]”. 《Soviet Archaeology》 2: 119.
245. ↑  Zahariade 2009.
246. ↑  Burgarski 2005.
247. 1 2  Kiss 2014.
248. ↑  Radjush & Scheglova 2014, 31쪽.
249. ↑  James 2011, 266쪽.
250. ↑  Kazanski 2013.
251. 1 2  Reisinger 2010.
252. ↑  Kazanski 2018, 207–217쪽.
253. ↑  Eastman 2011, 88쪽.
254. ↑  Man 2005, 291-292쪽.
255. ↑  Man 2005, 294쪽.
256. ↑  Montgomery 2010, 16–17쪽.
257. ↑  Man 2005, 292–293쪽.
258. ↑  Heinric van Veldeken 2008, 110–111쪽.
259. ↑  Haymes & Samples 1996, 8–14쪽.
260. ↑  Uecker 1972, 75–79쪽.
261. ↑  Hedeager 2011, 179쪽.
262. ↑  Hedeager 2011, 187쪽.
263. ↑  Neidorf 2013, 172쪽.
264. ↑  Campbell 1986, 53, 123–124쪽.
265. ↑  Neidorf 2013, 174-176쪽.
266. ↑  Lienert 2015, 35–36쪽.
267. 1 2  Lienert 2015, 99쪽.
268. ↑  Lienert 2015, 72쪽.
269. ↑  Uecker 1972, 63쪽.
270. 1 2  Gillespie 1973, 79쪽.
271. ↑  Haymes & Samples 1996, 46쪽.
272. ↑  Grimm, Jacob; Grimm, Wilhelm (1854–1961). 《Deutsches Wörterbuch》 10. Leipzig: Hirzel. 1942쪽.
273. ↑  Grimm, Jacob; Grimm, Wilhelm (1854–1961). 《Deutsches Wörterbuch》 10. Leipzig: Hirzel. 1943쪽.
274. ↑  Man 2005, 298쪽.
275. ↑  Róna-Tas 1999, 424쪽.
276. ↑  Lendvai 2003, 7, 25–26쪽.
277. ↑  Szűcs 1999, xlv–xlvii쪽.
278. ↑  Róna-Tas 1999, 423쪽.
279. ↑  Szűcs 1999, xlvii쪽.
280. ↑  Engel 2001, 121쪽.
281. ↑  Szűcs 1999, lv쪽. 쉬치(Szűcs)는 헝가리인의 조상이라는 후노르 (Hunor)라는 이름이 마자르의 구전에서 진지하게 반영된 것이라 주장하지만, 실은 오노구르어 명칭에서 전래한 것이다. 그리하여 시몬은 후노르와 훈족의 유사함을 그의 이론을 지지하는 데에 단순히 사용했다.
282. ↑  Róna-Tas 1999, 423–434쪽.
283. ↑  Szűcs 1999, liii–liv쪽.
284. ↑  Lendvai 2003, 60쪽.
285. ↑  Róna-Tas 1999, 426–427쪽.
286. ↑  Lafferton 2007, 717쪽.
287. ↑  Róna-Tas 1999, 436쪽.
288. ↑  Lendvai, 24쪽.
289. ↑  Makkai 2001, 415–416쪽.
290. ↑  Makkai 2001, 416–417쪽.
291. ↑  Makkai 2001, 414–415쪽.
292. ↑  Engel 2001, 116쪽.
293. ↑  Lendvai 2003, 14–15쪽.
294. ↑  Engel 2001, 2쪽.
295. ↑  Kim 2015, 140쪽.
296. ↑  Akçalı & Korkut 2012, 601–602쪽.
297. ↑  Sommer 2017, 172쪽.
298. ↑  Kamusella 2009, 474쪽.
299. ↑  Kowalczyk 2017.
300. ↑  Lendvai 2003, 23–24쪽.
301. ↑  Antal, Erika. “A székelyek eredete: elméletek, tények, történelem”. 《Maszol.ro》. 2018년 10월 26일에 확인함.
302. ↑  Weser-Zeitung, 28 July 1900, second morning edition, p. 1: 'Wie vor tausend Jahren die Hunnen unter ihrem König Etzel sich einen Namen gemacht, der sie noch jetzt in der Überlieferung gewaltig erscheinen läßt, so möge der Name Deutschland in China in einer solchen Weise bekannt werden, daß niemals wieder ein Chinese es wagt, etwa einen Deutschen auch nur schiel anzusehen'.
303. ↑  Man 2005, 303–307쪽.